# ألف ليلة وليلة

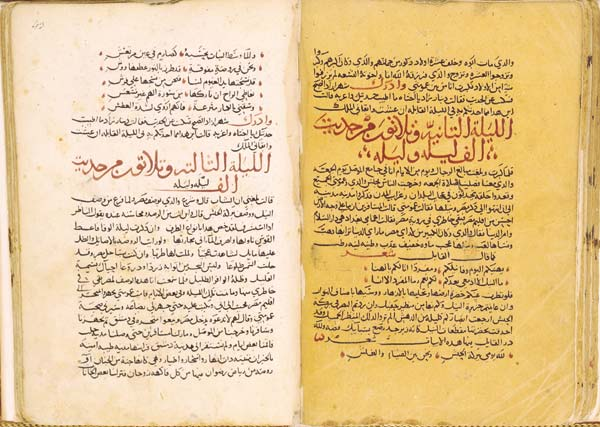
صفحة من النسخة العربية لكتاب «ألف ليلة وليلة» وهي أقدم نسخة موجودة حتى الآن.

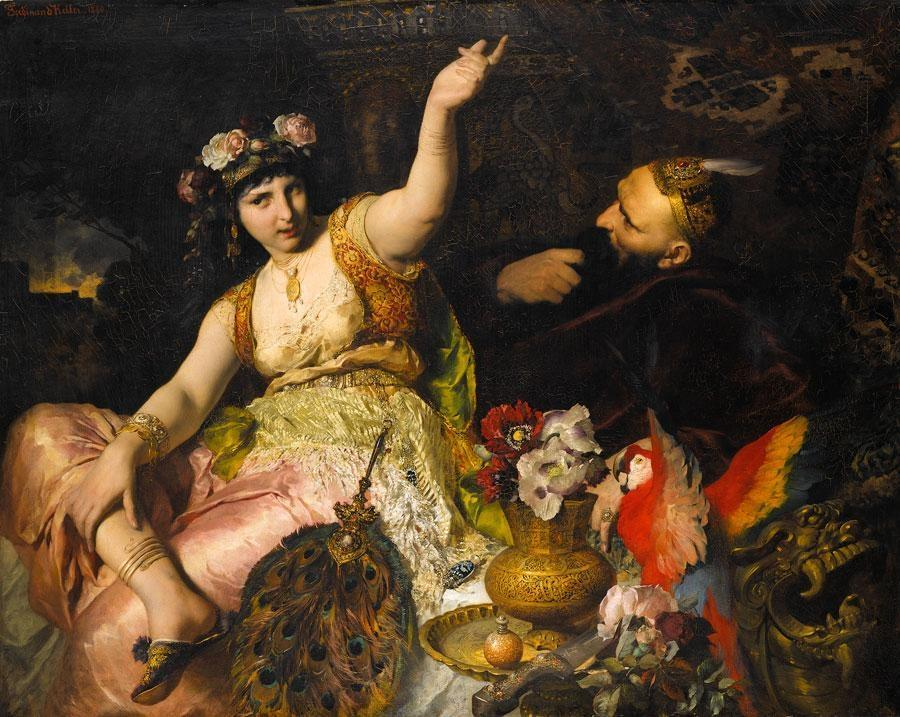
شهريار وزوجته شهرزاد، بريشة الرسام فرديناند كيلر سنة 1880.

ألف ليلة وليلة هو كتاب يتضمّن مجموعة من القصص التي وردت في غرب وجنوب آسيا بالإضافة إلى الحكايات الشعبية التي جُمِعت وتُرجمت إلى العربية خلال العصر الذهبي للإسلام. يعرف الكتاب أيضاً باسم الليالي العربية في اللغة الإنجليزية، منذ أن صدرت النسخة الإنجليزية الأولى منه سنة 1706، واسمه العربي القديم «أسمار الليالي للعرب مما يتضمن الفكاهة ويورث الطرب» وفقاً لناشره وليم ماكنجتن.
جُمع العمل على مدى قرون، من قِبل مؤلفين ومترجمين وباحثين من غرب ووسط وجنوب آسيا وشمال أفريقيا. تعود الحكايات إلى القرون القديمة والوسطى لكل من الحضارات العربية والفارسية والهندية والمصرية وبلاد الرافدين. معظم الحكايات كانت في الأساس قصصاً شعبية من عهد الخلافة، وبعضها الآخر، وخاصة قصة الإطار، فعلى الأرجح تم استخلاصها من العمل البهلوي الفارسي «ألف خرافة» (بالفارسية: هزار أفسان) والتي بدورها اعتمدت جزئياً على الأدب الهندي. بالمقابل هناك من يقول أن أصل هذه الروايات بابلي.
ما هو شائع في جميع النُّسخ الخاصة بالليالي هي البادئة، القصة الإطارية عن الحاكم شهريار وزوجته شهرزاد، التي أدرجت في جميع الحكايات. حيث تنطلق القصص أساساً من هذه القصة، وبعض القصص مؤطرة داخل حكايات أخرى، في حين تبدأ أخرى وتنتهي من تلقاء نفسها. بعض النُّسخ المطبوعة لا تحتوي سوى على بضع مئات من الليالي، والبعض الآخر يتضمن ألف ليلة وليلة أو أكثر. الجزء الأكبر من النص كُتب بأسلوب النثر، على الرغم من استخدام أسلوب الشعر أحياناً للتعبير عن العاطفة المتزايدة، وأحياناً تستخدم الأغاني والألغاز. معظم القصائد هي مقاطع مفردة أو رباعيّة، وبعضها يكون أطول من ذلك.
هناك بعض القصص المشهورة التي تحتويها ألف ليلة وليلة، مثل «علاء الدين والمصباح السحري»، و«علي بابا والأربعون لصاً»، و«رحلات السندباد البحري السبع»، وهناك بعض الحكايات الشعبية في منطقة الشرق الأوسط التي تعتبر شبه مؤكدة تقريباً، وليست جزءاً من ألف ليلة وليلة الموجودة في الإصدارات العربية، ولكنها أضيفت من قبل المستشرق الفرنسي أنطوان غالان ومترجمين أوروبيين آخرين،
وكان أنطوان غالان قد عمل على ترجمة الكتاب إلى الفرنسية سنة 1704.

## نبذة
تحكي القصة الإطارية الرئيسية لحكايات «ألف ليلة وليلة» عن ملك يدعى شهريار يكتشف أن زوجة أخيه خائنة ويصُدم لذلك الأمر، وما زاد ذلك هو اكتشاف خيانة زوجته له أيضاً، فقد كان أمراً لا يّحتمل بالنسبة إليه، لذا يقرّر إعدامها، فالنسبة إليه فإن جميع النساء مخطئات. يتزوج الملك شهريار من العذارى يومياً، ثم يقتل العروس ليلة العرس قبل أن تسنح لها الفرصة لتخونه. لاحقًا يعجز الوزير الذي كان مكلفاً بتوفير عروس للملك عن العثور على المزيد من العذارى، فتعرض ابنته شهرزاد نفسها لتكون عروساً للملك، فيوافق الوزير على مضض. وفي ليلة زواجهما، بدأت شهرزاد تحكي حكاية للملك ولكنها لا تنهيها، ما أثار فضول الملك لسماع نهاية الحكاية، ودفعه بالضرورة إلى تأجيل إعدامها للاستماع إلى نهاية الحكاية. وفي الليلة التالية، عندما تنتهي من حكاية ما تبدأ بحكاية جديدة، تشوق الملك لسماع نهايتها هي الأخرى وهكذا، حتى أكملت لديه ألف ليلة وليلة.
تختلف الحكايات فهي متنوّعة، وتشمل القصص التاريخية والغرامية والتراجيدية والكوميدية، والشعرية، والخيالية، والأسطورية، بالإضافة إلى عدة أنواع من القصص الجنسية. وهناك قصص عديدة تصف الجن والغيلان والقردة، كما أن هناك قصصاً عن السحرة والمشعوذين والأماكن الأسطورية، والتي غالباً ما تتداخل مع أناس حقيقيين وأماكن موجودة على أرض الواقع، ولكنها ليست دائما منطقية.

### الشخصيات البارزة
وتشمل الخليفة العباسي هارون الرشيد ووزيره جعفر البرمكي والشاعر الشهير أبا نواس، فعلى الرغم من أن هذه الشخصيات ظهرت بعد نحو مئتي عام من سقوط الإمبراطورية الساسانية التي هي في الظاهر أصل الحكاية إلا أنها تظهر في عدد من الحكايات الأخرى التي يتضمّنها الكتاب.
في بعض الأحيان تقوم بعض الشخصيات الموجودة في حكايات شهرزاد بسرد قصص تحتوي على شخصيات أخرى، وبعض تلك القصص تحتوي على قصص أخرى بداخلها، مما ينتج نسيجاً مترابطاً من السرد الروائي.
تختلف عدد من الإصدارات في تفاصيل نهاية القصة، إذ يذكر بعضها بأن شهرزاد تطلب العفو، ويذكر البعض الآخر بأن الملك شهريار عندما يرى أطفالهما يقرر عدم إعدامها، بينما تذهب بعض الإصدارات إلى أن الملك يبقي في حيرة من أمره، إلا أنها جميعاً تنتهي بعفو الملك شهريار عن زوجته شهرزاد والتراجع عن عادته بقتل النساء.
يعطي أسلوب الراوي نهاية مشوّقة، وهي أوسع نطاقاً مما هي عليه في الأدب الحديث. العديد من الحالات تقطع القصة فيها حينما يكون البطل في خطر، وفي بعض أجزاء النصوص تتوقف شهرزاد في منتصف الرواية لتبيّن بعض المبادئ الفلسفية المجردة أو بعضاً من الفلسفة الإسلامية، وفي حالة واحدة قامت بوصف مفصل لعلم التشريح البشري وفقاً لجالينوس، وفي جميع هذه الحالات تريد زيادة الفضول لدى الملك لتسلسل القصص، وأملاً منها أن يبقيها على قيد الحياة لفترة أطول.

## تاريخ الإصدارات والترجمات
تُرجِم كتاب ألف ليلة وليلة إلى عدّة لغات، وطبع بالعربية لأول مرة في ألمانيا سنة 1825م بإشراف «المستشرق هايخت» الذي أنجز منه ثمانية أجزاء مع ترجمته إلى الألمانية وتوفي قبل إتمام الكتاب، فأنجز الباقي تلميذه هاينريخ فلايشر المتوفي سنة 1888م. ثم طبع مرات عدّة، أهمها طبعة مصطفى البابي الحلبي بمصر سنة 1960م. وقد عمِل محسن مهدي على توثيق النسخ العربية في عمل صدر له في ليدن سنة 1984م. هناك مجموعة من الرسومات صاحبت الترجمات الغربية لألف ليلة وليلة في كتاب (ألف ليلة وليلة: مقالات نقدية وببلوغرافية) الصادر باللغة الإنجليزية، و(ديوان ألف ليلة وليلة) تحقيق عبد الصاحب العقابي: كتاب التراث الشعبي، ويقع الكتاب في 577 صفحة مزودة بلوحات فنية. أما مؤلف الكتاب فلا يعرف حتى الآن من هو واضع كتاب «ألف ليلة وليلة»، وقد ذهب «الشرواني» في مقدمة الطبعة الإيرانية إلى أن واضع الكتاب شامي الأصل، جعله في لغة مبسطة متوخياً تعليم اللغة العربية إلى الراغبين فيها أكثر ما توخى الاقتراب من إفهام الناس. وقد لحقه الرأي دي ساسي الذي لا يستبعد أن يكون قد زاد على الأصل السوري النقلة والحكاؤون، في كل زمان ومكان أخباراً وحكايات من عندهم.

### أصل الكتاب

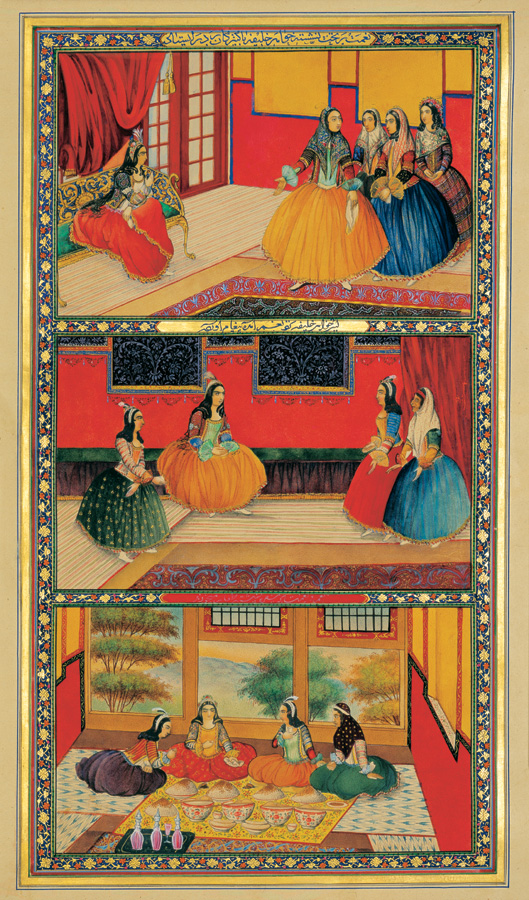
طبعة فارسية لكتاب ألف ليلة وليلة بين سنتي 1849 - 1856.

يميل «جوناثان سكوت» في مقدمته للطبعة الإنجليزية إلى أن واضع الكتاب أكثر من شخص، فلا يعرف البادئ ولا المتأخرون ولا تعرف جنسياتهم. أما «لانجلس» فعلى رأي «المسعودي» الذي يردّ الكتاب إلى الهند،
في قوله:
كان «ابن النديم» صاحب الفهرست أول من عرف بالكتاب قال: «كتاب هزار افسان ومعناه ألف خرافة وكان السبب في ذلك أن ملكاً من ملوكهم كان إذا تزوج امرأة وبات معها ليلة قتلها من الغد فتزوج بجارية من أولاد الملوك ممن لها عقل ودراية يقال لها شهرزاد فلما حصلت معه ابتدأت تخرفه وتصل الحديث عند انقضاء الليل بما يحمل الملك على استبقائها ويسألها في الليلة الثانية عن تمام الحديث إلى أن أتى عليها ألف ليلة وهو مع ذلك يطأها إلى أن رزقت منه ولداً أظهرته وأوقفته على حيلتها عليه فاستعقلها ومال إليها واستبقاها وكان للملك قهرمانة يقال لها دي نار زاد فكانت موافقة لها على ذلك. وقد قيل أن هذا الكتاب ألِّف لحماني ابنة بهمن. وجاءوا فيه بخبر غير هذا»، وقال: «ويحتوي على ألف ليلة وعلى دون المائتي سمر لأن السمر ربما حدث به في عدة ليال وقد رأيته بتمامه دفعات وهو بالحقيقة كتاب غث بارد الحديث»، كما قال: «ابتدأ أبو عبد الله محمد بن عبدوس الجهشياري صاحب كتاب الوزراء بتأليف كتاب اختار فيه ألف سمر من أسمار العرب والعجم والروم وغيرهم كل جزء قائم بذاته لا يعلق بغيره وأحضر المسامرين فأخذ عنهم أحسن ما يعرفون ويحسنون واختار من الكتب المصنفة في الأسمار والخرافات ما يحلو بنفسه وكان فاضلاً فاجتمع له من ذلك أربعمائة ليلة وثمانون ليلة كل ليلة سمر تام يحتوي على خمسين ورقة وأقل وأكثر ثم عاجلته المنية قبل استيفاء ما في نفسه من تتميمه ألف سمر ورأيت من ذلك عدة أجزاء بخط أبي الطيب أخي الشافعي».
يستنتج «ماكدونلد» على أن الأصل الأول لهذا الكتاب فارسي بدليل أن أولى لياليه منقولة إلى العربية عن «هزار افسانه». ويزيد «هومر» على أن «ألف ليلة وليلة» إن لم تكن فارسية فهي هندية. ثم يتفق «شليغل» و«غلدميستر» و«ديس ونجتشامبس» و«لويسلر» على إعطاء الكتاب إلى الهند، مع الإفراد للفرس وللعرب ببعض الفضل فيه، فمثلاً ورد في الليلة الرابعة والتسعين، أبيات مشهورة لمحي الدين بن عربي، وأولها: «ليت شعري لو دروا... أي قلب ملكوا».
في الفارسية بعض الحكايات التي تقابل حكايات ألف ليلة وليلة، غير أن الدارسين اختلفوا في الأصل الفارسي لبعضها وأرجعوه إلى أصل هندي كقصة شهرزاد التي بنيت عليها الليالي، مستدلّين على ذلك بقصص يشبه الباعث الأول لتأليفها، وهو اكتساب الوقت وثني المتهور عن عزمه، بقصص هندية تدور حول الباعث نفسه كقصة «سوكا سابتاتي».
كما أن الحكايات الهندية تكوّن سلسلة متماسكة الحلقات متعاقبة الخطوات، يتصل بعضها ببعض، فتستدعي الحكاية رواية حكاية أخرى، وهو يشبه الأسلوب المستخدم أحياناً في ألف ليلة وليلة.
الحكايات في أوائل جميع النسخ المخطوطة والمطبوعة من الكتاب تمثل هذه الطريقة التي قام عليها هيكل الكتاب، وتحمل السمات القديمة للحكايات الشعبية الهندية التي وجدت طريقها إلى الفارسية ثم إلى العربية عن طريق الترجمة في أيام العصر العباسي الأول، رغم وجود كثير من التبديل والتغيير والتهويل والتكرار على الحكايات.
بينما يرى آخرون خلاف ذلك ويرجعون أصل كتاب «ألف ليلة وليلة» إلى أنه كتاب عربي، ومنهم الناقد والشاعر سامي مهدي الذي ألّف كتاباً سنة 1984 بعنوان «ألف ليلة وليلة.. كتاب عراقي أصيل»، وناقش فيه أصل «ألف ليلة وليلة» كما تضمّن محتواه ردّاً على من نسبه إلى فارس أو الهند أو اليونان. كما يقول بأن فرضيّات المسعودي وابن النديم والتوحيدي الذي تبعهم، لو كانت صحيحة وكان الكتاب فارسيّاً لكان أبطال القصص من غير المسلمين، ولتمّ استخدام أسماء الملوك الفرس بدل شخصيّات مثل شخصيّة الخليفة هارون الرشيد وغيرها من الشخصيّات، كما أن استخدام مدن فارسيّة سيكون أولى من المدن العربية، ويرى بأنّ كتاب «هزار أفسانة» شيء وكتاب «ألف ليلة وليلة» شيء آخر مختلف عنه.

### الإصدارات العربية
في منتصف القرن العشرين، عثرت الباحثة «نبيهة عبود» على وثيقة تحتوي على بضعة أسطر من عمل عربي يحمل عنوان «كتاب حكاية الألف ليلة» يعود تاريخها إلى القرن التاسع، والتي تعتبر أقدم جزء متبقي لنسخة عربية موجودة من الكتاب حتى الآن، وأول إشارة إلى النسخة العربية والتي تحمل العنوان الكامل «ألف ليلة وليلة» ظهرت في القاهرة في القرن الثاني عشر. هناك عدد من الحكايات العربية المختلفة، والتي امتدّت ما بين القرنين الرابع والعاشر الهجريين، وفي هذه الحكايات أقسام واضحة تؤلف المجموعتين البغدادية والمصرية.
المجموعة البغدادية

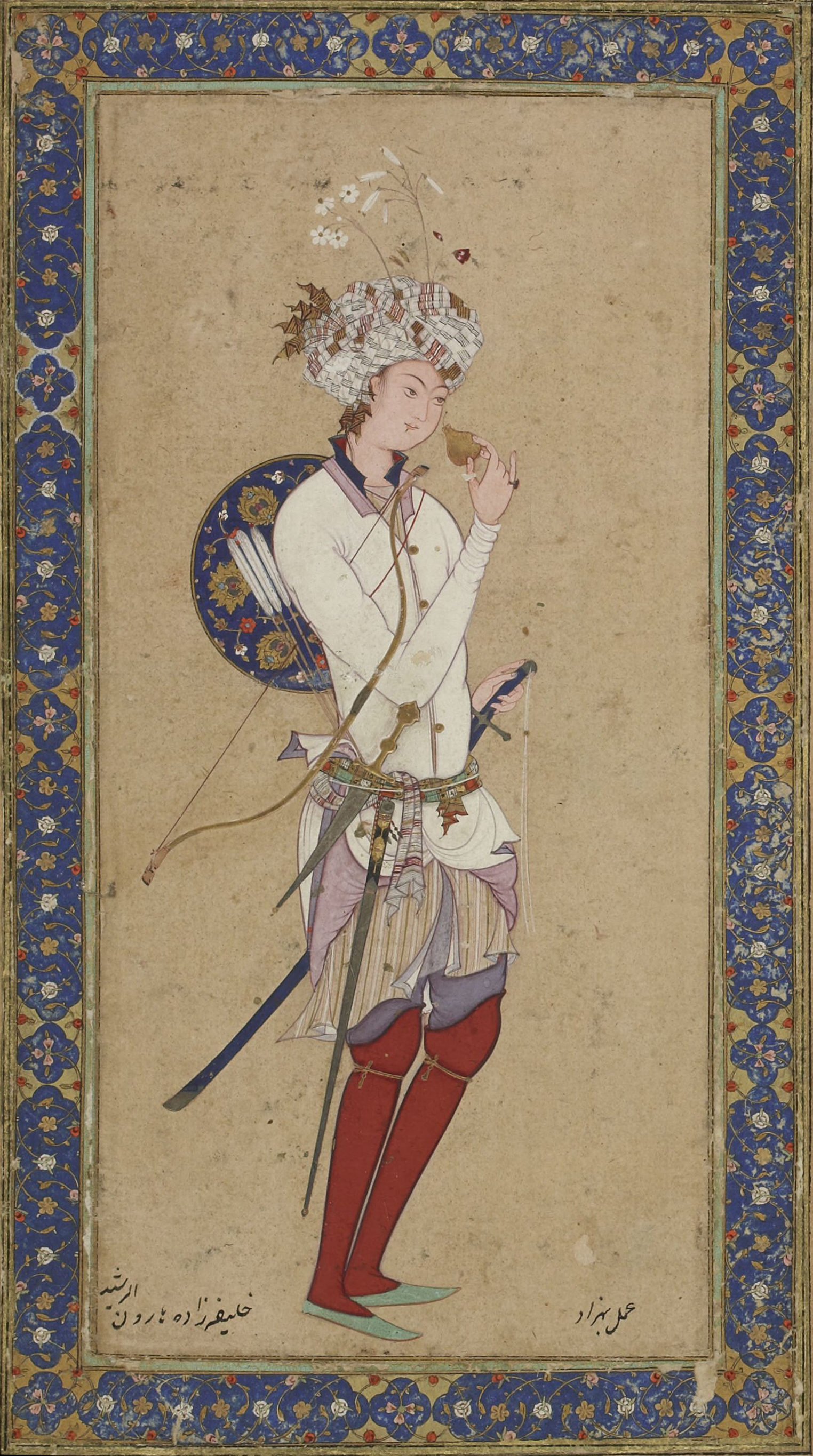
شخصية هارون الرشيد إحدى أبرز شخصيات ألف ليلة وليلة.

المجموعة البغدادية تشمل حكايات شعبية عربية قديمة متوارثة كانت تتناقلها الأجيال بالإضافة إلى حكايات ألفها المسلمون في العصر العباسي وحوادث وسيراً تاريخية. ويذكر ابن النديم أنّ الجَهْشياري صاحب كتاب الوزراء: «ابتدأ بتأليف كتاب اختار فيه ألف سمر من أسمار العرب والعجم والروم وغيرهم. كل جزء قام بذاته، لا يعلق بغيره، وأحضر المسامرين وأخذ عنهم أحسن ما يعرفون ويحسنون، واختار من الكتب المصنفة في الأسمار والخرافات ما يحلو بنفسه، فاجتمع له من ذلك أربعمئة ليلة وثمانون ليلة، كل ليلة سمر تام يحتوي على خمسين ورقة وأقل وأكثر، ثم عاجلته المنية قبل استيفاء ما في نفسه من تتميمه ألف سمر» ويضيف ابن النديم: «وكان قبل ذلك ممن يعمل الأسمار والخرافات على ألسنة الناس والطير والبهائم جماعة منهم عبد الله بن المقفع وسهل بن هارون وعلي بن داوود». كما يذكر ابن النديم كتباً كثيرة، مؤلفة أو مترجمة من كتب الأسمار، عرفها العرب في أيام خلفاء بني العباس، ولاسيما في أيام المقتدر بالله حيث كانت الأسمار والخرافات مرغوباً فيها، فصنّف الورّاقون فيها وكذبوا.
وقد تجمّعت هذه الحكايات في مدى القرنين الرابع والخامس للهجرة، مما أثر عن الرواة ودوّن في الكتب، وأضيف إليها حوادث تاريخية دخلتها زيادات وتعديلات فضلاً عن كثير من سير الشعراء والأشخاص الذين عاشوا في زمن العباسيين كأبي نواس وأبي دلامة، واستغلت تلك الحكايات والأخبار استغلالاً متنوع الغايات. وأشهر حكايات هذا القسم، حكاية «علي بن بكار وشمس النهار»، وحكاية «أنس الوجود والورد في الأكمام»، وغيرها من قصص الحب، كما تصوّر حياة النعيم والترف، وتبيّن ما وصلت إليه الحضارة في بغداد والبصرة من ترف، وتشهد على الغنى في الأسواق، وتمثل الجواري في المقاصير، وتجعل من هارون الرشيد مثالاً في العدل والصلاح.
المجموعة المصرية

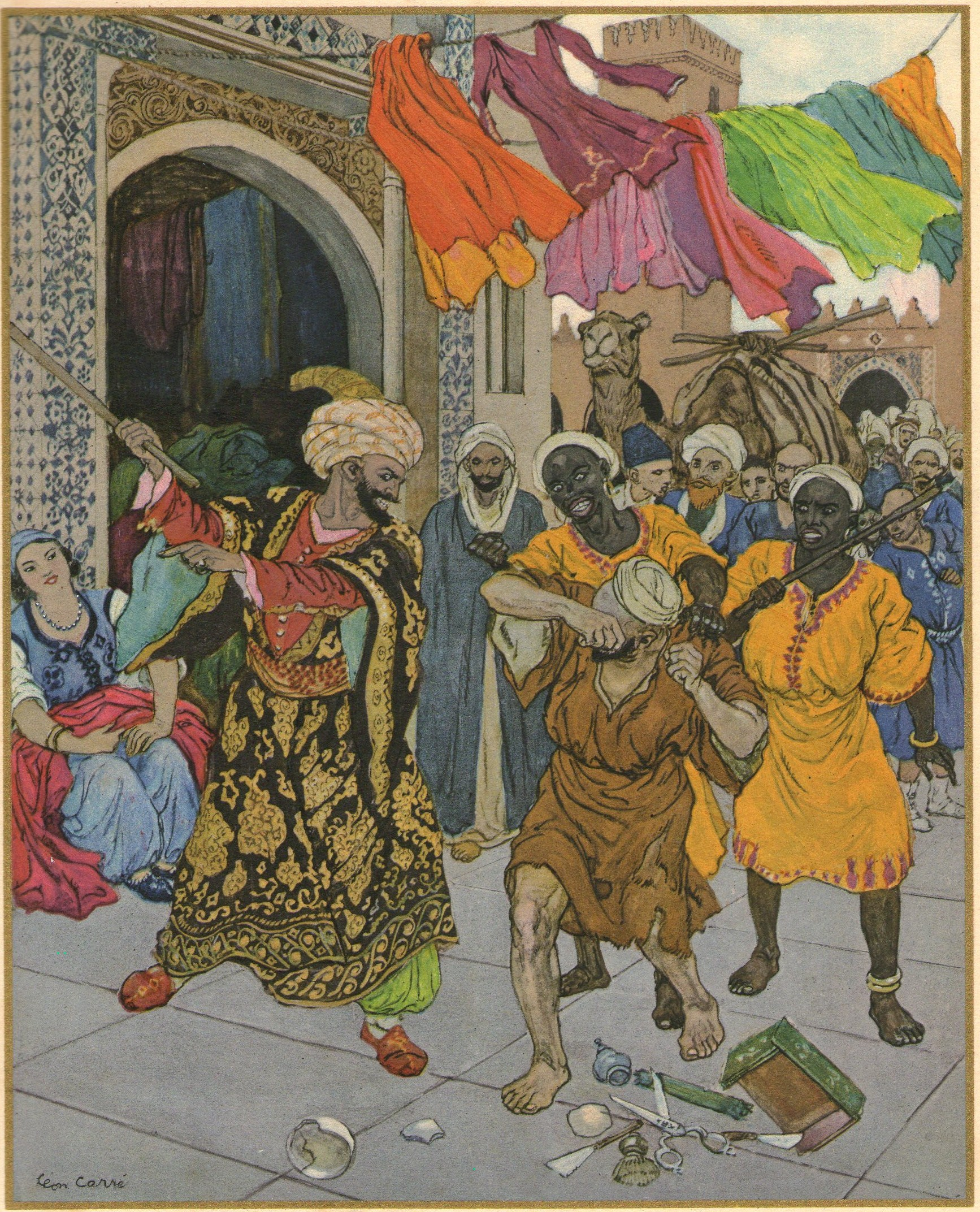
لوحة تصوّر حكاية "أبي قير وأبي صير"، رسمها المستشرق الفرنسي ليون كاري.

أما عن المجموعة المصرية من الحكايات فيرى كثير من الباحثين في الأدب أن صورة كتاب ألف ليلة وليلة وصلت إلى مصر في منتصف القرن الخامس الهجري تقريباً، وأن القصص ظلّ يزاد فيها على مرّ الزمن فتكوّنت المجموعة المصرية الجديدة التي تعدّ أكبر أقسام ألف ليلة وليلة، وفيها تكررت بعض الموضوعات، وإن تغيرت أسماء أبطالها ثم أُلفت قصص جديدة. تضم هذه المجموعة ما كتب من القصص في مصر أو بلاد الشام، لاتصال البلدين بصلة وثيقة أيام الفاطميين ثم المماليك والعثمانيين، تألفت هذه القصص بين القرنين الخامس والعاشر الهجريين من القصص العربية والتقاليد الإسلامية والأساطير الشرقية.
ويشير «المَقَّري» في نفح الطيب إلى أن «ابن سعيد الأندلسي الغرناطي» (المتوفى سنة 685 هـ) يذكر في كتابه «المحلى بالأشعار» ما يدل على أن كتاب ألف ليلة وليلة كان شائعاً ومعروفاً في مصر في القرنين الخامس والسادس الهجريين.
تتألف قصص ألف ليلة وليلة في المجموعة المصرية من قسمين، أحدهما قديم ينتهي في القرن الثامن الهجري، والآخر حديث ينتهي في القرن العاشر الهجري. يتميز القسم القديم بأسلوب حسن مطّرد السياق مهذب العبارة، يدور حول المغامرة والحرب وتعارض الأخلاق وتضارب العواطف، وتعتمد القصص فيه على الطلاسم والأرصاد والجن والسحر والقدر كحكاية «جودر التاجر وإخوته» وحكاية «مسرور التاجر مع معشوقته زين المواصف» وحكاية «علي شار مع زمرد الجارية».
أما القسم الثاني من الحكايات المصرية فأكثره ركيك الأسلوب جريء العبارة، تدور أحداثه حول حيل المحتالين ومكايد العيّارين ومخاطر اللصوص، إلى جانب قصص التصوف والزهد السائدين في المجتمع المصري آنذاك، وأشهر حكايات هذا القسم حكاية «معروف الإسكافي» وحكاية «أبي قير وأبي صير» وحكاية «مدينة النحاس» وحكاية «علي الزيبق ودليلة المحتالة» وحكاية «زينب النصابة» وحكاية «الرجل الصعيدي وامرأته الإفرنجية».
المجموعات الأخرى

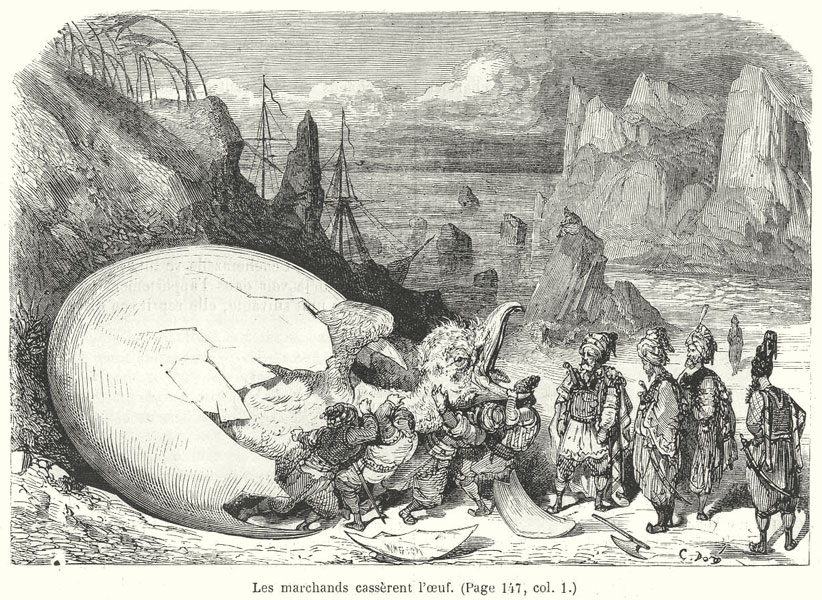
رسم لإحدى رحلات السندباد.

هناك مجموعة من القصص قد أضيفت كاملة إلى كتاب ألف ليلة وليلة، وهي ترد في نسخ دون الأخرى، والسبب في إضافتها ليبلغ عدد الليالي الألف، كما يدلّ على ذلك عنوان الكتاب، وأشهر هذه القصص قصة «السندباد».
بالإضافة إلى مجموعة الأخبار، وهي الأخبار المنتزعة من التاريخ الماضي والتاريخ المعاصر لتلك القصص عن عجائب البلاد والخلق وأخبار الملوك وآدابهم.

### الترجمات الحديثة

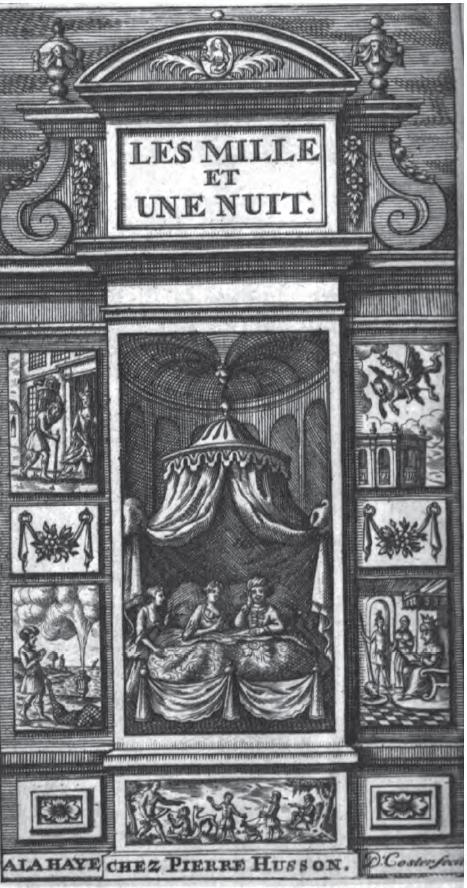
غلاف مصوَّر من النسخة الفرنسية (1704 - 1717) للمستشرق الفرنسي أنطوان غالان، والتي صدرت بعنوان «ألف ليلة وليلة، حكايات عربية تُرجِمت إلى الفرنسية». تمت الرسوم بواسطة الفنان الهولندي ديفيد كوستر.

على الرغم من أن هناك إشارات على أن بداية دخول حكايات «ألف ليلة وليلة» إلى الأدب الأوروبي كانت في منتصف القرن الرابع عشر، إلا أن أول ترجمة كاملة لحكايات «الف ليلة وليلة» ظهرت باللغة الفرنسية سنة 1704، والتي قام بها المستشرق أنطوان غالان. وقد صدرت هذه الترجمة في اثني عشر مجلداً، ولكن هذه الترجمة رغم تكاملها النسبي عانت الكثير من الحذف والبتر وخاصة للفقرات والمقاطع المنافية للأخلاق، كما أن ترجمة غالان لم تكن مطابقة للنصوص الأصلية بل كان فيها نوعاً من التصرف لتناسب اللغة الفرنسية، بما في ذلك القصائد الشعرية. ولقد كان لظهور هذه الترجمة دور في انتعاش الحياة الأدبية هناك، ثم ترجمت إلى الإنجليزية والألمانية والدنماركية.
وحينما تُرجِمت «ألف ليلة وليلة» إلى اللغة الإنجليزية انعكس تأثيرها على الأدب والشعر الإنجليزي، فتأثر بها عدد من الشعراء الإنجليز، منهم والتر سكوت، واللورد بايرون، وتوماس مور، وجون كيتس. ويبدو هذا واضحاً في ديوان اللورد بايرون «حكايات شرقية» وهو ديوان شعر رومانسي، وكذلك عند توماس مور في روايته «لالا روخ». أما في فن التصوير فقد برز هذا التأثير في لوحات ديلاكروا ودي كامب وجيروم.
كذلك صدرت الترجمة الألمانية عن اللغة الفرنسية، والتي بدأت منذ عام 1710 على يد تالاندر، ولكن الألمان أصدروا ترجمة من اللغة العربية في النصف الأول من القرن التاسع عشر وذلك عن النسخة العربية التي طُبِعت في كلكتا سنة 1814، وعن النسخة المصرية طبعة بولاق في العشرينات من نفس القرن. وكان من ضمن مستشرقي ألمانيا الذين اهتموا بهذا العمل، المستشرق فردريش روكرت الذي قدم العديد من الدراسات التي تتناول هذا الموضوع مثل «مباهج وتأملات شرقية» و«سبعة كتب وأساطير وحكايات من الشرق»، ومارست «ألف ليلة وليلة» تأثيرها على الأدب الألماني، حيث أن لشتينبرج قد استعان بها في إخراج شعره الرومانسي، وكذلك جوته الشاعر الألماني الكبير الذي كان مهتماً بالشرق وآدابه وقبل «ألف ليلة وليلة» ظهر تأثره بالإسلام وشخصية محمد، وقد قام بترجمة بعض النصوص القرآنية عن ترجمة ماركيوس إلى اللغة اللاتينية، وتوالت اهتماماته إلى أن أصدر روايته الشعرية «الديوان الشرقي الغربي» ويبدو فيها تأثره بالشعر العربي والفارسي والقرآن وشعر المتصوفين خاصة جلال الدين الرومي وكذلك حكايات ألف ليلة وليلة. كما قام أوجست فون بلاتين بنظم ديوانه الشعري «العباسيون» مستوحياً إبداعه من ألف ليلة وليلة.
تُرجِم العمل إلى البولندية في منتصف القرن الثامن عشر، وذلك سنة 1768 ويقع في اثني عشر مجلداً، وتمت عن ترجمة غالان، وأعيد طباعتها في 1772 - 1774. كما قام بوهموليتس بترجمة ونشر بعض القصص في مجلة مونيتور البولندية، وفي سنة 1819 نشرت ترجمة جديدة في فيلنا عن ترجمة غالان، تبعها في سنة 1873 ترجمة أخرى في وارسو، وكلها نقلت عن ترجمة غالان. في الخمسينيات صدرت بعض المختارات المترجمة عن طريق كوبياك وتوبيليفتش، ثم في عام 1959 صدرت طبعة أخرى تحتوي على عدد أكبر من المختارات ترجمها كوبياك من اللغة العربية، إلى أن تمت الترجمة البولندية الحديثة التي بدأت مع منتصف الخمسينيات حين تشكلت لجنة من أساتذة متخصصين من الأقسام الشرقية في بولندا، وعلى رأسها جامعة ياجيلونسكي متمثلة في معهد فقه اللغة، وجامعة وارسو متمثلة في قسم الدراسات العربية، عملت على نقل العمل من اللغة العربية إلى اللغة البولندية، وقد تمت الترجمة عن طريق طبعة بولاق المصرية الموجودة في أربعة مجلدات. وبالرغم من أن عملية الترجمة قد بدأت في الفترة 1957 - 1958 وانتهت مع بداية الستينيات إلا أنها لم تصدر إلا في سنة 1974، وكانت قد صدرت في طبعتين إحداهما مختصرة في مجلد واحد، والأخرى مفصلة للمهتمين وتقع في تسع مجلدات.
أما فيما يتعلّق بالترجمة البوسنية، فقد بدأت الترجمة الأولى الكاملة في فترة حصار سراييفو، عن طريق أسعد دوراكوفيتش الذي كان قد انتخب لتوه كأول بوسنوي يكون عضواً في مجمع اللغة العربية بالقاهرة، ونشرت تلك الترجمة سنة 1999،
وقد أراد لهذا العمل أن يشكل صلة للبوسنة مع العالم العربي والإسلامي بشكل خاص ليعيد إثبات الهوية البوسنية في وجه اللغة الصربو كرواتية.

## المواضيع والأساليب الأدبية
يستخدم كتاب «ألف ليلة وليلة» أساليب مختلفة تختلف باختلاف قصص الكتاب كما تختلف بحسب مجموعاته، ففي المقدمة والمجموعة البغدادية يتسم غالباً بكونه متين العبارة، حسن السبك، دقيق الوصف، كثير السجع، قليل الفضول، وإن كان يسفّ أحياناً ويتجرأ بالعبارة النابية عن الحشمة. وهو في المجموعة المصرية الأخيرة نسجه ضعيف، عاميّ اللفظ، فيه تهويل ممجوج، شديد الوطأة على الحياء. لكن الأسلوب العام للكتاب يتميّز بالوضوح والتشويق، ويتراوح بين الفصحى والعاميّة. كما يحتوي الكتاب على بعض الأشعار التي تتخلل بعض القصص، ولكنها تفتقر أحياناً إلى الوزن السليم، وقد استخدمت الأشعار أحياناً لغرض تطويل القصة أو للتأثير في السامعين.

### القصة الإطارية

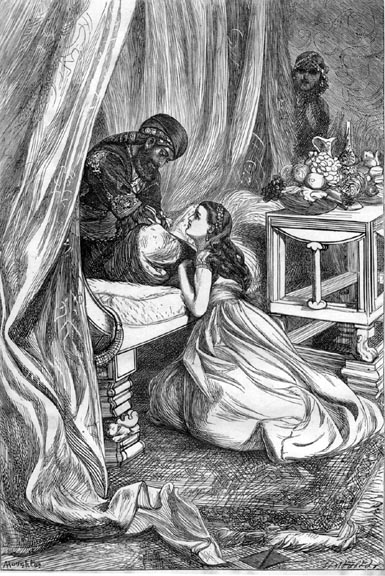
شهرزاد وهي تروي حكاياتها للملك شهريار.

تتألف «ألف ليلة وليلة» من القصة الإطارية والحكايات الفرعية التي تولدت عنها. فالقصة الإطارية الأساسية تدور حول ملك يدعى شهريار الذي قرر أن يتزوج امرأة كل ليلة ثم يقتلها مع بزوغ الفجر وذلك بعد أن عملت زوجته على خيانته، وظل على هذه الحال إلى أن تزوج من شهرزاد ابنة الوزير التي أخذت تروي له حكايات في كل ليلة طمعاً في أن يبقي على حياتها. هناك عدد من الحكايات التي بدورها تتضمن حكايات أخرى، وبالتالي فهي تكون على شكل قصة إطارية للحكايات الضمنية، ويلاحظ أن القصة الإطارية هي حكاية بسيطة تتضمّن القليل من الأحداث والشخصيات، وهذا التركيب البسيط هو الذي جعلها تتصف بميزة القدرة على احتواء حكايات كثيرة فيها، إذ ما تتسم به الحكاية الخرافية عامة هو وجود أجزاء رخوة في الفعل القصصي، يسمح باندراج أفعال قصصية ثانوية في سياقها، تنشأ باستمرار. أما الحكايات الفرعية فهي التي روتها شهرزاد عن رواة آخرين، وهي حكايات عديدة ومتنوعة. كانت شهرزاد تتوقف عن رواية الحكاية في كل ليلة، لتكملها للملك شهريار في الليلة المقبلة إذ أنه عفا عنها.

### أسلوب السرد
يعمل أسلوب سرد حكايات «ألف ليلة وليلة» على دفع المتلقي إلى زمنٍ قديم، لذلك كان استخدام صيغة «يُحكى» والتي تعقبها عبارة «والله اعلم بغيبه وأحكم» تعتبر صيغة للتخلص من تبعات نقل النص وسنده ومتنه، بخلاف كتب الحديث والأدب والتاريخ التي اعتنت بهذه الأمور. إذ أن العمل يعتبر نص أدبي متخيل ومصنوع حيث يحمل بين طياته الكثير من الموقف والرؤى والاتجاهات، وباعتباره متخيلاً فإن هذه المواقف هي انعكاس لوجهة نظر منتج النص، لذلك كان الراوي المصطنع وسيلة للتخلص من هذه التبعية حيث يلقى له مهمة السرد والحكي، فلذلك وجِدت صيغة «يحكى أن» التي تحيل إلى المجهول الذي يتحمل كافة المسؤولية عن كل ما سيقال ضمن النص المروي. تبدأ حكاية «ألف ليلة وليلة» على المستوى السردي براوٍ مجهول، جرى تحميله مسؤولية ما سيقال، لذلك كانت «يحكى أن» الأنسب للحيلولة دون أن تلقى المسؤولية على شخص ما. فالفعل يحكى فعل مضارع مبني للمجهول وفاعله غير معلوم، وهذا تمهيد ليتحول السرد إلى راوٍ آخر ولكن ضمن الإطار الداخلي للنص أو القصة التي يعتبر ساردها الكلي غير معلوم. فشهرزاد تتخذ على المستوى السردي دورين، دور السارد الداخلي القائم بمهمة السرد، ودور الشخصية المشاركة في الحدث. إذ أن الحكاية الأولى من حكايات شهرزاد، تتم عبر راوٍ خارجي وهو الراوي المجهول، حيث تبدأ الحكاية بعبارة: «قالت شهرزاد: بلغني أيها الملك السعيد أنه كان تاجر من التجار ...»، فأسلوب السرد هذا يشير إلى أن هناك شخص آخر يتحدث، ولكنه سرعان ما يختفي عندما يظهر صوت شهرزاد تقول: «بلغني أيها الملك السعيد» لينتقل السرد على المستوى العملي إلى شهرزاد. إن السرد الذي تمارسه شهرزاد بعناية وحذر شديدين يعتبر سرد خطير، لأنه يحمل بين طياته موتها الحتمي، ما لم تتمكن من جذب انتباه الملك شهريار إلى حديثها، لذلك فهي تلجأ إلى عبارة «بلغني» وهذه العبارة تخلص شهرزاد من تبعات ما تقول إذ لم يعجب الملك حديثها.

### النذير أو التكهّن
هناك بعض الشخصيات أو الأمور الواردة في «ألف ليلة وليلة» والتي تتم الإشارة إليها بشكل متكرر، حيث تبدو غير مهمة عند الإشارة إليها في أول مرة ولكنها فجأة تظهر لاحقاً في السرد.
كما أن هناك أسلوب آخر هو الشكل والنمط العام وما يحتويه من تنظيم للوقائع والأفعال والإيماءات التي تشكل السرد وتعطي شكلاً للقصة، وهذا يعمل على جعل المتلقي يتمتع بالقصة ويتوقع كيفية سير الرواية. يعود تاريخ هذه الأسلوب أيضا إلى «ألف ليلة وليلة».
شكل آخر من أشكال التكهّن هو أن النبوءة تحقق ذاتها، وهو أسلوب يعود تاريخه إلى قصة «كريشنا» في الأدب السنسكريتي القديم، وهناك اختلاف بينه وبين أسلوب أن الحلم نفسه يتحقق، والذي يعود تاريخه إلى الأدب العربي في القرون الوسطى. العديد من حكايات «ألف ليلة وليلة» تستخدم هذا الأسلوب المتمثل بالتنبؤ بما سيحدث. من أبرز الأمثلة على ذلك قصة «الرجل الذي أصبح غنياً من خلال حلم»، وتدور أحداث القصة حول رجل يُطلب منه في حلمه مغادرة مدينته بغداد والسفر إلى القاهرة، حيث توجد بعض الكنوز المخبأة هناك. الرجل يسافر هناك ولكن لسوء حظه ينتهي به الأمر إلى السجن، حيث يروي حلمه لضابط الشرطة، ولكن الضابط يسخر من فكرة هذه الأحلام، ويحكي للرجل بطل الرواية أنه هو نفسه كان يحلم بمنزل مع فناء ونافورة في بغداد، حيث أن الكنز مدفون تحت النافورة. يتعرف الرجل على المكان كما أنه بيته، وبعد إطلاق سراحه من السجن يعود إلى منزله ويحفر من أجل الكنز. وبعبارة أخرى، فإن الحلم لم يكن توقع للمستقبل فحسب، بل إنه كان سبباً في جعل الأمر حقيقياً. ظهر أسلوب هذه القصة لاحقاً في الأدب الغربي، من بينها عمل باولو كويلو في «الخيميائي».

### التكرار والتجسيد الدرامي
أسلوب التكرار في العمل الأدبي عادة ما يعبر عن فكرة أو موضوع مهم لقصة معينة، وهذا الأسلوب مستخدم في «ألف ليلة وليلة»، الذي يربط عدة حكايات في سياق القصة. حيث اعتمد رواة القصص في حكاياتهم على ربط الشخصيات بشكل متماسك.
كما اعتمد الكتاب على أسلوب النمط الموضوعي الذي يعمل على توزيع المفاهيم الموضوعية المتكررة وعن القيم الأخلاقية بين مختلف الأحداث والقصص الإطارية. في الحكايات التي تمت صياغتها بمهارة، وربما تم تنظيم النمط الموضوعي بغرض التأكيد على توحيد الحجة أو الفكرة المتضمنة في الأحداث ولا سيما القصص الإطارية لها. يعود تاريخ هذا الأسلوب أيضا إلى ألف ليلة وليلة أو حتى قبل ذلك.
تظهر عدة قصص مختلفة بديلة عن قصة «سندريلا» والتي يرجع أصلها إلى القصة المصرية القديمة «رادوبيس». حيث يحتوي الكتاب على عدد من القصص وكلها تتمحور حول أخ صغير يلقى مضايقات من قبل أخوين غيورين يكبرانه سناً. في بعض القصص يكون الأشقاء من الإناث، بينما في قصص أخرى يكونون من الذكور. في واحدة من الحكايات والواردة تحت عنوان «جودر التاجر وإخوته»، يختلف فيها الأمر وتحيد عن أسلوب النهايات السعيدة وتختلف عن سابقتها، فقد عُمِل على جعل نهايتها مأساوية بدلاً من ذلك، حيث يتم تسميم الأخ الأصغر من قِبل إخوته.
التجسيد أو التصوير الدرامي هو تقديم شخصية أو شيء ما بوصف مفصّل، أو عن طريق إيماءات وحركات كطريقة من شأنها أن تجعل المشهد وكأنه مرئي للمتلقي. هذه التقنية تعود إلى «ألف ليلة وليلة»، وتعتبر قصة «التفاحات الثلاث» إحدى الأمثلة على ذلك.

### أدب الجريمة
احتوى كتاب «ألف ليلة وليلة» في بعض القصص على أسلوب أدب الجريمة في الطرح، حيث يظهر ذلك في قصة «الصبية المقتولة» (وتعرف كذلك بقصة «التفاحات الثلاث»)، فهي تعطي مثالاً على موضوع الإثارة والجريمة، مع الكثير من الحبكة القصصية، والأدب البوليسي. في هذه القصة، يحوز هارون الرشيد على صندوق وعندما يفتحه، يجد بأنه يحتوي على جثة امرأة شابة. عندها يكلّف هارون الرشيد وزيره جعفر بمهمة العثور على الجاني، ويمهله ثلاثة أيام لذلك وإلا فإنه سوف يعدمه. بعد ذلك وفي نهاية الأيام الثلاثة وعندما يكون جعفر على بانتظار الحكم عليه بالموت لفشله بتنفيذ المهمّة الموكلة إليه، يأتي شخصان ويدعيان بأنهما هما من قتلاها. من خلال روايتهما للقصة يتبين بأنه على الرغم من كون الشخص الأصغر سناً منهما وهو نفسه زوج المرأة هو المتسبب في موتها، فهناك بعض اللوم يقع على العبد، الذي كان قد أخذ إحدى التفاحات الثلاث وتسبب في قتل المرأة. عندها يعطي هارون الرشيد ثلاثة أيام أخرى جعفر لكي يعثر على ذلك العبد المذنب، ولكنه يفشل مرة أخرى في العثور على الجاني، عندها يقرر توديع عائلته قبل إعدامه، ولكنه عن طريق الصدفة يلاحظ بأن ابنته لديها تفاحة كانت قد حصلت من العبد الخاص به «ريحان»، وهكذا يتم حل اللغز.
هناك حكاية أخرى يحتويها الكتاب في موضوع أدب الجريمة وهي حكاية «الخياط والأحدب واليهودي والمباشر والنصراني» حيث كانت مليئة بالإثارة والتشويق ولكن بقالب كوميدي، على عكس حكاية «الصبية المقتولة»، التي كان يغلب عليها طابع لغز الجريمة أو الأدب البوليسي. وملخص القصة التي تجري أحداثها في الصين، تبدأ بالمهرّج المفضل لدى السلطان، الذي تمت دعوته إلى عشاء من قبل الخياط وزوجته. وفي أثناء العشاء يغصّ الأحدب بطعامه من كثرة الضحك، فيخشى الزوجين من غضب السلطان، فيقرران أخذه إلى بيت الطبيب اليهودي وتركه هناك. هذا الأمر يؤدي إلى حكاية أخرى تتمثل بالطبيب اليهودي، حيث وأنه عن طريق الخطأ يتعثر بجثة الأحدب ويقع معه أسفل الدرج، ويجده ميتاً، مما يجعله يعتقد بأن هذا السقوط هو الذي أدى إلى موت الأحدب. ثم تستمر الحكاية هكذا إلى تنتهي باثني عشرة حكاية في المجموع، مما يؤدي بجميع هؤلاء الأشخاص الذين شاركوا في هذا الحادث يجدون أنفسهم في قاعة المحكمة، كل منهم يروي قصته حول كيفية موت الأحدب.

### أدب الرعب

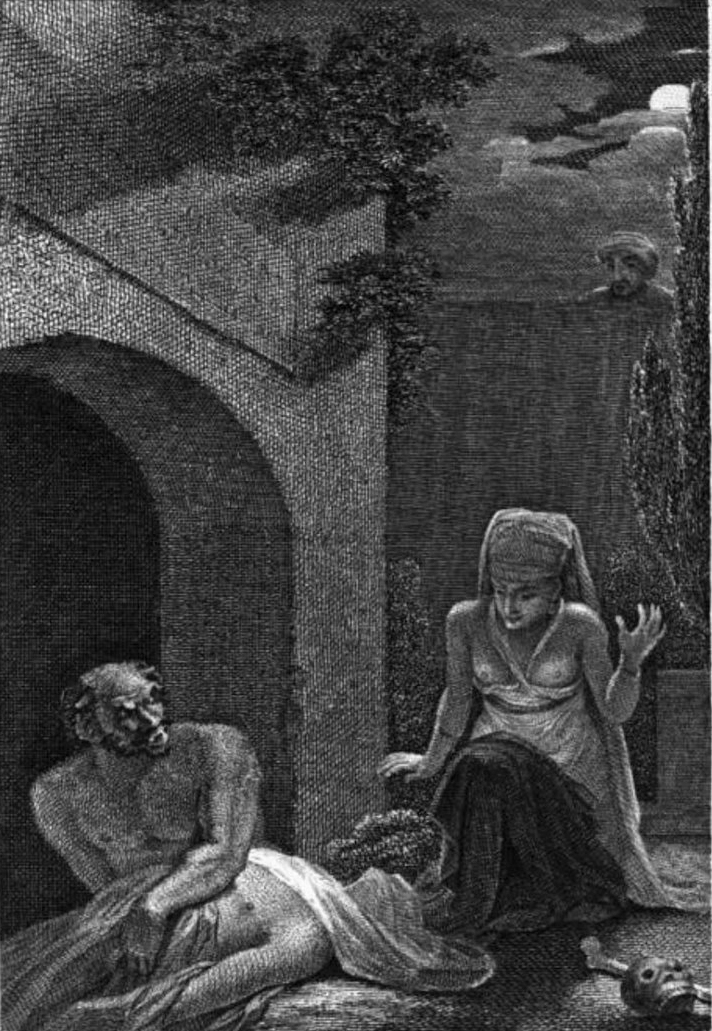
تمت الإشارة إلى الغول في عدد من حكايات «ألف ليلة وليلة»، ويرجح بأنه أقدم كتاب موجود يذكر هذا المخلوق الخرافي.

ذكرت الأرواح الشريرة كأداة في العديد من الأعمال الأدبية الخاصة بالرعب وكذلك في الأدب القوطي، إلا أن الأسلوب المستخدم في قصص الرعب ضمن حكايات «ألف ليلة وليلة» يعتبر سابقاً في هذا المجال، فهناك العديد من قصص الجن والعفاريت والمساخيط والملاعين والموتى الأحياء وضحايا تناسخ الأرواح والوحوش والمسوخ والشياطين.
من القصص التي استخدمت هذا الأسلوب حكاية «علي المصري والكنز في بغداد» والتي تدور أحداثها حول منزل مسكون بالجن، يُطلق عليه اسم «بيت الأموات». من المرجّح أن «ألف ليلة وليلة» هو أقدم كتاب باقٍ حتى الآن يشير إلى الكائن الخرافي الغول، إذ أن العديد من القصص الخاصة بالغول تكون الأحداث فيها إما بمقابلة الغول أو بمجرد ذكره فقط.
بالإضافة إلى وجود عدد من العناصر الأخرى الخاصة بأدب الرعب التي استخدمت في حكايات الكتاب على سبيل المثال في حكاية «مدينة النحاس» والتي تدور أحداثها حول مدينة أشباح. عملت الأساليب والعناصر الخاصة بأدب الرعب في ألف ليلة وليلة على التأثير في أعمال عدد من الكُتّاب، منهم هوارد فيليبس لافكرافت الذي ينسب إليه الفضل في بعض إبداعاته إلى «ألف ليلة وليلة».

### الفانتازيا والخيال العلمي

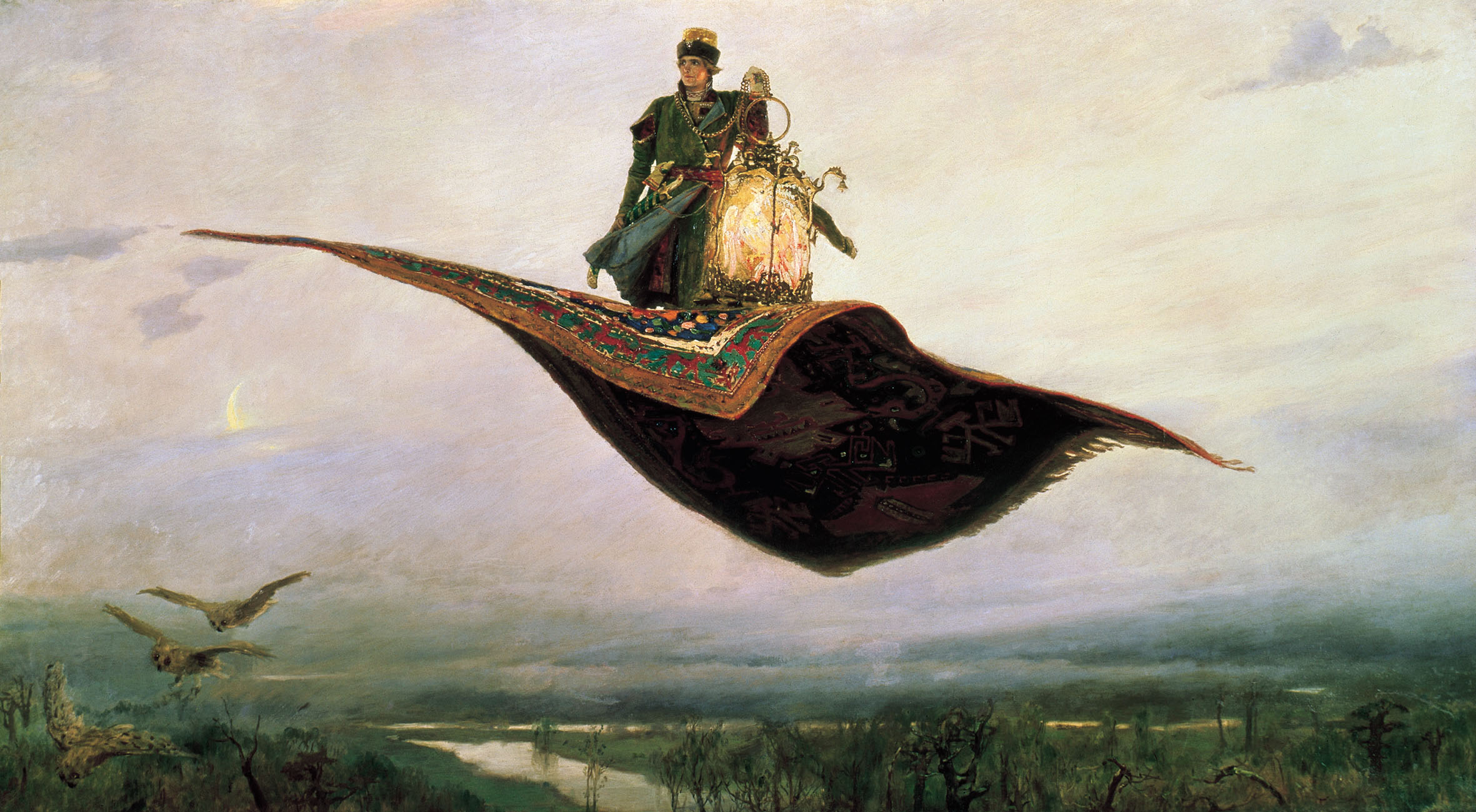
بساط الريح أحد الأمور الخيالية التي برزت في حكايات «ألف ليلة وليلة».

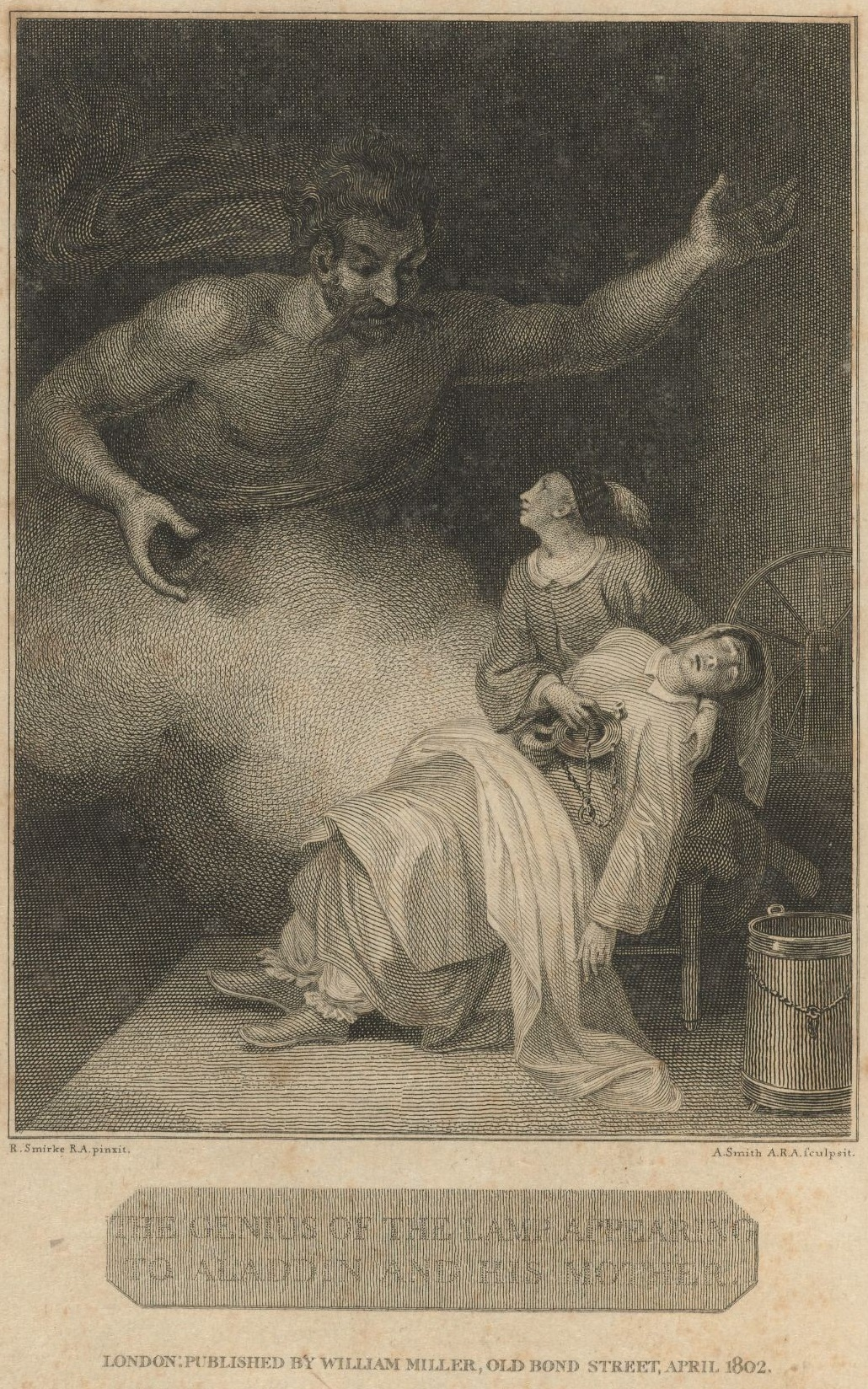
جنِّي المصباح يظهر لعلاء الدين ووالدته.

العديد من القصص الواردة في «ألف ليلة وليلة» تتميز بوجود عنصر الخيال العلمي المتقدم. من الأمثلة على ذلك هو «حكاية بلوقيا» التي وردت في الليلة 486، حيث تقود مساعي بطل الرواية بلوقيا للحصول على عشبة الخلود إلى استكشاف البحار، ورحلة إلى الجنة والجحيم، والسفر عبر الكون إلى عوالم مختلفة أكبر بكثير من عالمه، وقد استخدم في الحكاية عدد من عناصر الخيال العلمي الخاص بالمجرات. كما يصادف في طريقه مجتمعات خاصة بالجن، وحوريات البحر، والحيَّات والأشجار الناطقة وغيرها من أشكال الحياة. وفي حكاية «أبي الحسن وجاريته تودّد»، تقوم البطلة تودّد بمناظرة عن عدد من الأمور، ومن ضمنها الحديث عن منازل القمر، والجوانب الخيرة والشريرة من الكواكب.
في حكاية أخرى من حكايات «ألف ليلة وليلة» وبالتحديد حكاية «عبد الله البري مع عبد الله البحري»، يكتسب فيها بطل الرواية عبد الله البري القدرة على التنفس تحت الماء مما يساعده في اكتشاف المجتمع الموجود تحت الماء، فيجد بأن ذلك المجتمع مختلف تماماً عن الموجود على سطح الأرض، فهو لا يهتم بعدة مفاهيم مثل المال والملابس التي لا وجود لها هناك. كما يتضمن الكتاب حكايات أخرى تصوّر مجتمعات أمازونيات التي تهيمن عليها النساء، والتقنيات القديمة المفقودة، وكذلك الحضارات القديمة المتطورة التي ذهبت، والكوارث التي حلّت بها. تضم حكاية «مدينة النحاس» مجموعة من الرحّالة الذي يقومون برحلة استكشافية أثرية عبر الصحراء للعثور على المدينة القديمة المفقودة، وهي المنطقة التي كانت تستخدم كمحبس للجن من عهد النبي سليمان، وفي طريقهم وجدوا سكاناً متحجرين، وعدد من الأمور الغريبة الأخرى، المدينة التي أصبحت فيما بعد مدينة أشباح. هناك أيضاً حكاية «الحصان المسحور الأبنوسي» التي تتحدث عن حصان بإمكانه الطيران. بعض التفسيرات الحديثة ترى بأن هذا الحصان هو روبوت. وقد أثرت هذه القصة في عددا من الحكايات الأوروبية، منها ما ورد في حكايات كانتربري من تأليف جيفري تشوسر. تعتبر حكايتي «مدينة النحاس» و«الحصان المسحور الأبنوسي» من الأمثلة القديمة في أدب الخيال العلمي.
بالإضافة إلى أن أدب الخيال والفانتازيا في «ألف ليلة وليلة» استخدم عدد من العناصر والأدوات السحرية مثل «المصباح السحري أو مصباح علاء الدين»، و«الخاتم السحري أو خاتم سليمان»، و«بساط الريح»، وغيرها من الأمور.

### الشعر العربي في ألف ليلة وليلة

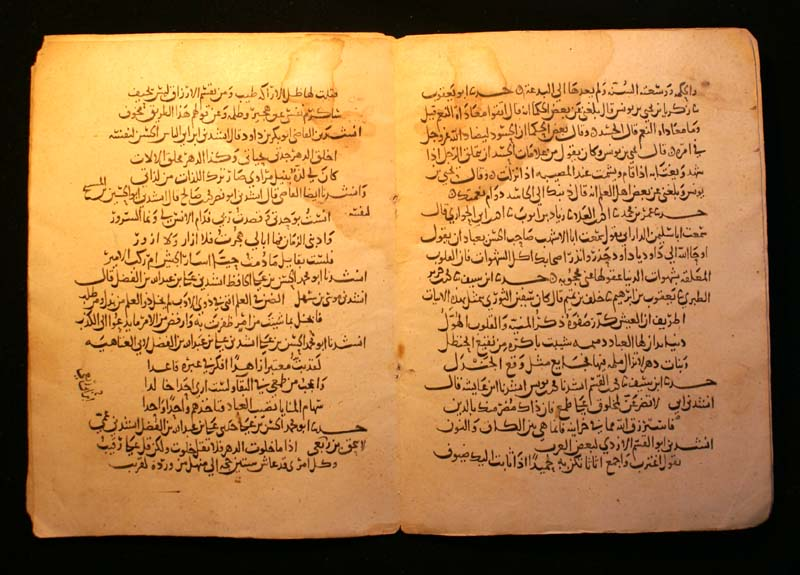
مخطوطة محفوظة من «ألف ليلة وليلة»، ذكرت فيها بعض الأبيات.

هناك العديد من القصائد الشعرية في «ألف ليلة وليلة»، حيث أنها تتخلل عدداً من الأحداث في الحكايات، وهي تغطي العديد من الأمور، ولكن أبرزها يكمن في حمد الله وتعظيم أصحاب النفوذ. بالإضافة إلى ذلك تستخدم في تقديم المشورة والتحذير وطرح الحلول، وكذلك التوسل من أجل الرحمة والمغفرة، والتحسّر من القرارات الخاطئة أو سوء الحظ، وانتقاد أسلوب المعيشة، والتعبير عن المشاعر سواء للشخص ذاته أو الآخرين من حوله وتكون تلك المشاعر بجميع أشكالها من سعادة وحزن ونحوها، كما يستخدم الشعر في طرح الأحاجي والألغاز ونحوها من الأسئلة والتحديات. لكن بعض الأشعار تفتقر أحياناً إلى الوزن السليم، وقد استخدمت بعضها لغرض تطويل القصة أو للتأثير في السامعين.
أحد الأمثلة التي يكون الشخص فيه معبّراً عن شعوره بالسعادة، هو ما يرد في الليلة الثالثة بعد المئتين في حكاية الأمير قمر الزمان، حين يكون واقفاً خارج القلعة يريد إبلاغ الملكة بدر البدور بوصوله، فيلفّ خاتمه في ورقة ويسلمه للخادم الذي يعمل على إيصاله إلى بدر البدور، وعندما يصل إليها تفتحه وترى الخاتم، فتفرح فرحاً شديداً، عندها تنشد هذه الأبيات:

## في الثقافة العالمية
أثَّر كتاب «ألف ليلة وليلة» بشكل كبير جداً على الأدب العالمي، وقد أشار عدد من الكتّاب مثل هنري فيلدنغ ونجيب محفوظ إلى مجموعة قصص «ألف ليلة وليلة» في أعمالهم. بالإضافة إلى كُتّاب آخرون استوحوا أعمالهم من الكتاب، منهم جون بارث، خورخي لويس بورخيس، سلمان رشدي، أورخان باموق، يوهان فولفغانغ فون غوته، والتر سكوت، وليم ثاكري، ويلكي كولينز، إليزابيث غاسكل، شارل نوديه، جوستاف فلوبير، ستندال، ألكسندر دوما، جيرار دي نرفال، آرثر دو غوبينو، ألكسندر بوشكين، ليو تولستوي، هوجو فون هوفمانستال، آرثر كونان دويل، ويليام بتلر ييتس، هربرت جورج ويلز، قسطنطين كفافيس، إيتالو كالفينو، جورج بيريك، هوارد فيليبس لافكرافت، مارسيل بروست، أنتونيا سوزان بيات، أنجيلا كارتر.
العديد من الشخصيات التي وردت في «ألف ليلة وليلة» أصبحت رموزاً بارزة في الثقافة الغربية، أبرز تلك الشخصيات علاء الدين وسندباد وعلي بابا. كما ساهمت بعض من الحكايات في معرفة الحقائق التاريخية والجغرافية للمنطقة، بالإضافة إلى الكائنات العجيبة التي أصبحت مادة في القصص الخيالية وأضحت جزءاً من عالم الخيال، وتزيد أهمية تلك المخلوقات حينما تنتمي إلى عصور وأماكن حقيقية. هناك عدد من الأساطير العربية والفارسية شائعة في الفانتازيا وأدب الخيال الحديث، مثل الجن والبساط الطائر والمصابيح السحرية وغيرها من الأمور. عندما اقترح ليمان فرانك بوم كتابة قصة خرافة حديثة، أزاح عدد من العناصر النمطية، وأضاف عناصر مثل الجني والقزم، فأصبحت صورة نمطية لغيرها من الأعمال.
في سنة 1982 بدأ الاتحاد الفلكي الدولي بتسمية التضاريس الواقعة على إنسيلادوس (أحد أقمار كوكب زحل) تيمنًا بأسماء شخصيات وأماكن من ترجمة ريتشارد فرانسيس برتون لكتاب ألف ليلة وليلة.

### في الثقافة العربية

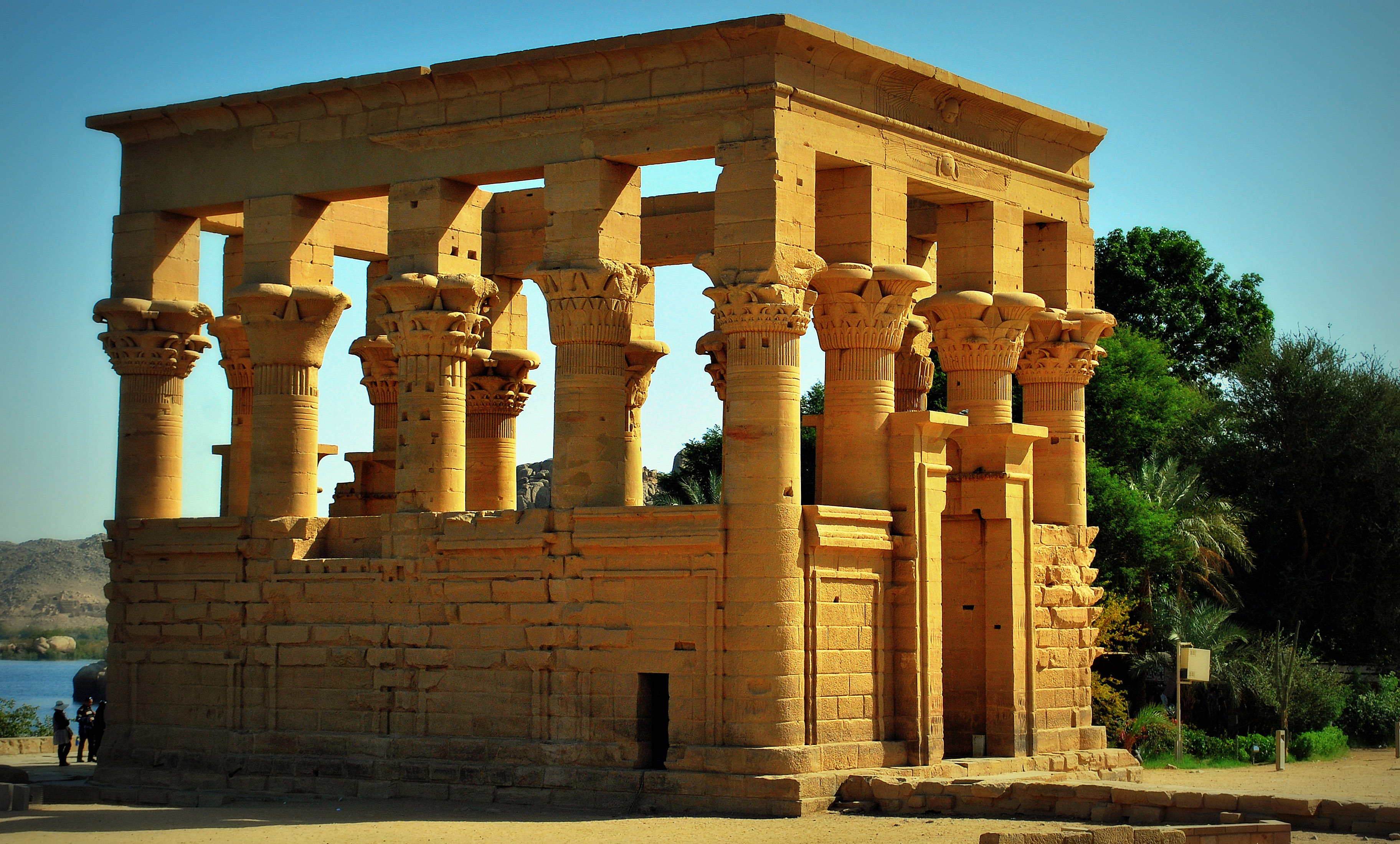
أُطلق اسم "أنس الوجود" إحدى شخصيات ألف ليلة وليلة على جزيرة فيلة. اللقطة لكشك تراجان بالجزيرة.

يعتبر كتاب «ألف ليلة وليلة» من أثمن كتب التراث العربي وأكثرها أهمية، إلا أنه وعلى الرغم من ذلك لم يرد ذكره كثيراً في المخطوطات التي عثر عليها وتعود لما قبل القرن الثامن عشر الميلادي. كانت مكانة أدب الخيال منخفضة بين العرب في العصور الوسطى مقارنة بالشعر الذي كان منتشراً، وهمّشت الحكايات باعتبارها خُرافات.
عمل عدد من كتاب الروايات العربية المتأثرين بألف ليلة وليلة على تجديد وتحديث الخطاب الروائي العربي وإدخال تقنيات متعددة لم تتوقف عند حد معيّن بدءاً من الشخصيات الإشكالية وفضاءات التخييل وأجواء السحر والنسق الزماني والمكاني المتقطع وصيغة الراوي والمخاطب والحواريات الشائقة بين مختلف شخصيات الحكايات.
في التاريخ الحديث أصبح كتاب «ألف ليلة وليلة» مصدر إلهام لعدد من الكُتّاب مثل توفيق الحكيم (مسرحية شهرزاد)، وطه حسين (أحلام شهرزاد)، ونجيب محفوظ (ليالي ألف ليلة)، والطيب صالح (رواية بندر شاه).
حالياً هناك مساعٍ حثيثة في العمل على إعادة إحياء هذا العمل الأدبي.
كما أن هناك عدد من المواقع التي برز فيها أسماء لشخصيات ألف ليلة وليلة، لعلّ من أبرزها جزيرة فيلة التي أطلق عليها اسم «أنس الوجود» نسبة إلى شخصية أنس الوجود التي ظهرت في حكايات «ألف ليلة وليلة»، حيث ظهرت الشخصية في حكاية «أنس الوجود مع محبوبته الورد في الأكمام». بالإضافة إلى وجود مواقع أخرى تحمل اسم شخصية علاء الدين، حيث توجد «مملكة علاء الدين» الترفيهية في الدوحة التي تم افتتاحها سنة 1994، بالإضافة إلى مشروع «مدينة علاء الدين» في دبي.

### تأثيرها على الأدب الأوروبي المبكّر
على الرغم من أن الترجمة الأولى المعروفة لكتاب «ألف ليلة وليلة» في لغة أوروبية ظهرت سنة 1704، إلا أنه من الممكن أن تأثير الكتاب على الثقافة الغربية قد بدأ قبل ذلك بكثير، ويعود السبب إلى أن الكتاب المسيحيين في العصور الوسطى في إسبانيا ترجموا العديد من الأعمال من اللغة العربية والتي تركزت معظمها في مجالات الفلسفة والرياضيات، ولكن كان هناك أيضاً من بين الأعمال عدد من الروايات العربية، كما يتضح ذلك من مجموعة قصص دون خوان مانويل «الكونت لوكانور»، وكذلك رامون لول في «كتاب الوحوش». كما تم التعرف على العمل سواء كان ذلك بشكل مباشر أو غير مباشر، ويبدو أنه بدأ ينتشر خارج إسبانيا. هناك بعض المواضيع والأشكال في «حكايات كانتربري» لجيفري تشوسر التي تشبه إلى حد كبير تلك الموجودة في «ألف ليلة وليلة»، و«ديكاميرون» بقلم جيوفاني بوكاتشيو. وهنالك إشارات في أعمال مثل «نوفيل» لجيوفاني سيركامبي، و«أورلاندو فوريوسو» لأريوستو، بأن قصة شهريار وشاه زمان كانت معروفة أيضاً. وهناك دلائل أيضًا بأن القصص انتشرت في البلقان وكانت ترجمة «ألف ليلة وليلة» إلى الرومانية موجودة في القرن السابع عشر المبنية في الأساس على النسخة اليونانية من المجموعة.

### الأدب الغربي من القرن الثامن عشر حتى الآن

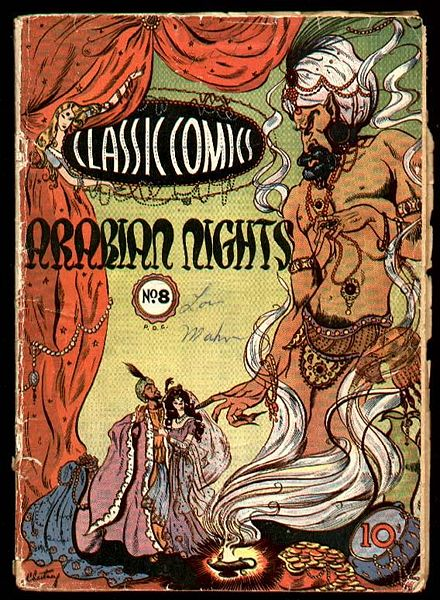
نسخة لإحدى كتب الرسوم المصوّرة وتظهر شخصيات من حكايات ألف ليلة وليلة.

نشأت شهرة «ألف ليلة وليلة» الحديثة في العالم الغربي من الترجمة الأوروبية الأولى التي عمل عليها أنطوان غالان، والتي ظهرت سنة 1704. حصدت نسخة غالان نجاحاً كبيراً بين الجمهور الفرنسي، وقد يكون ذلك لأنه تزامن مع رواج للقصص الخرافية في تلك الفترة. هذا النجاح انتشر في جميع أنحاء أوروبا، وبحلول نهاية القرن أصبحت هناك ترجمات لهذا العمل إلى الإنجليزية والألمانية والإيطالية والهولندية والدنماركية والروسية والفلمنكية واليديشية. عملت نسخة غالان على تحفيز عدد من الكُتّاب على تقليد الأسلوب الشرقي، ولكن في الوقت نفسه، بدأ بعض الكتاب الفرنسيين العمل في روياتهم إلى محاكاة ساخرة بأسلوب شرقي سطحي وعملوا على تلفيق عدد من التي يصعب تصديقها، والتي غالباً ما ترد فيه إشارات ضمنية إلى المجتمع الفرنسي نفسه المعاصر لتلك الفترة. من أبرز الأمثلة وأكثرها شهرة هو (كتاب التنوير: Zadig) لفولتير الذي صدر سنة 1748. الإصدارات الإنجليزية للحكايات الشرقية عادة ما يرد فيها عنصر الوعظ، كما أن هناك أعمال مختلفة أخرى من أبرزها رواية (الواثق: Vathek) لويليام بيكفورد سنة 1786، والتي كان لها تأثير كبير على تطور الرواية القوطية. هناك أيضاً للنبيل البولندي «يان بوتوتسكي» رواية (مخطوطة وجِدت في سرقسطة: Manuscrit trouvé à Saragosse) والتي بدأت سنة 1797، التي استوحى فيها الكاتب وبشكل عميق من «ألف ليلة وليلة» مع نكهته الشرقية وأسلوب التسلسل المعقد للحكايات المضمنة.
كان كتاب «ألف ليلة وليلة» هو الكتاب المفضّل للعديد من الكُتّاب البريطانيين في الحقبة الرومانسية والفيكتورية. أشارت بذلك أنتونيا سوزان بيات حين قالت: «برز كتاب ألف ليلة وليلة في الشعر الرومانسي البريطاني وجعل الإبداع بدل البساطة، والخيال بدل المبتذل.».
كان صامويل تايلر كولريدج وتوماس دي كوينسي حين كتاباتهم لسيرهم الذاتية قد أشاروا إلى الكوابيس التي جاءتهم بسبب الكتاب عندما كانوا صغاراً. كما كتب أيضاً ويليام ووردزوورث وألفريد تنيسون في أشعارهم عن قراءتهم للحكايات في أيام الطفولة. كما أن عشق تشارلز ديكنز لكتاب «ألف ليلة وليلة» جعله يضفي جو الكتاب على افتتاحية روايته الأخيرة «لغز إدوين درود» سنة 1870.
هناك العديد من الكُتّاب اللذين حاولوا إضافة حكاية الليلة الثانية بعد الألف إلى الكتاب، ومنهم تيوفيل غوتيه سنة 1842، وإدغار آلان بو سنة 1850،
وجوزيف روث سنة 1939. كما أن هناك عدد من المؤلفين في التاريخ الحديث والمعاصر اللذين تأثروا بكتاب ألف ليلة وليلة، منهم جيمس جويس، ومارسيل بروست، وخورخي لويس بورخيس، وجون بارث.

### في السينما والتلفزيون
استوحت العديد من الأفلام والمسلسلات التلفزيونية والرسوم المتحركة أعمالها كليّاً أو جزئياً من حكايات «ألف ليلة وليلة»، كانت بداية هذه الأعمال مع جورج ميلييس «قصر ألف ليلة وليلة» سنة 1905، وقد برز فيلم الرسوم المتحركة علاء الدين من إنتاج شركة ديزني والذي بدأت سلسلته سنة 1992 ليصبح الفيلم الأكثر شهرة من بين الأعمال التي استوحت قصتها من «ألف ليلة وليلة». وهناك أعمال أخرى منها نسختين لفيلم «لص بغداد»، إحداها سنة 1924 من إخراج راؤول والش، والأخرى سنة 1940 من إنتاج ألكسندر كوردا، ومن بين الأعمال أيضاً «زهرة ألف ليلة وليلة» للمخرج بيير باولو بازوليني سنة 1974.
من الرسوم المتحركة التي ظهرت، الفيلم الكوميدي الأمريكي «ألف ليلة وليلة الليالي العربية» سنة 1959 من إخراج جاك كيني، والفيلم الياباني «ألف ليلة وليلة الليالي العربية» سنة 1969 الذي كان من إخراج أوسامو تيزوكا وإيشي ياماموتو.
كما ظهر المسلسل الهندي «ألف ليلة»، الذي عُرض للمرّة الأولى بين 1997 - 2002 على التلفزيون الهندي ويستند على قصص من ألف ليلة وليلة. في سنة 2000، عُرضت سلسلة تلفزيونية مصغرة من جزأين تحمل اسم «الليالي العربية» من إخراج ستيف بارون، استناداً على ترجمة ريتشارد فرانسيس برتون، وقد تبنّت العمل استديوهات بي بي سي البريطانية، وايه بي سي الأمريكية.
في سنة 2012، أنتجت استديوهات «بيغ باد بادو» التي يقع مقرها في فانكوفر مسلسل الرسوم المتحركة "من ألف ليلة وليلة"، والذي عُرض في ثمانين دولة حول العالم.
كما ظهرت العديد من الأعمال العربية، فمن الأعمال السينمائية المصرية التي قُدّمت «نور الدين والبحارة الثلاثة» من إخراج توجو مزراحي سنة 1944، و«الفانوس السحري» من إخراج فطين عبد الوهاب سنة 1960، و«ألف ليلة وليلة» من إخراج حسن الإمام سنة 1964. بالإضافة إلى عدد من المسلسلات التلفزيونية العربية، منها المسلسل المصري «ألف ليلة وليلة (عروس البحر)» من إخراج فهمي عبد الحميد سنة 1985، والمسلسل السوري «شهرزاد الحكاية الأخيرة» من إخراج شوقي الماجري سنة 2004، كما أن هناك المسلسل المغربي «ألف ليلة وليلة» من إخراج أنور معتصم سنة 2014،
كما عُرض مسلسل آخر يحمل عنوان «ألف ليلة وليلة» في شهر رمضان لسنة 2015 من إخراج رؤوف عبد العزيز.

### في الموسيقى
ألهمت «ألف ليلة وليلة» عدداً من الموسيقيين في تأليف قطع موسيقية بُنِيت عليها، منها «خليفة بغداد» التي وضعها فرنسوا أريان بويلديو سنة 1800، و«أبو حسن» لكارل ماريا فون فيبر سنة 1811، و«علي بابا» التي ألّلفها لويجي شروبيني، و«حلّاق بغداد» لبيتر كورنيليوس سنة 1858، و«التمثال» لإرنست ريير سنة 1861، و«علاء الدين» لهورنمان سنة 1864، و«شهرزاد» لنيكولاي ريمسكي كورساكوف سنة 1888، و«زميرة» لديكران تشوهاجيان سنة 1891، و«معروف إسكافي القاهرة» لهنري رابو سنة 1914، و«جناح علاء الدين» لكارل نيلسن سنة 1918 - 1919، و«شهرزاد وقصص أخرى» لرينيسانس سنة 1975، و«الليالي العربية» لفكرت أميروف سنة 1979، و«بلا وعود» لآيس هاوس سنة 1986، و«ليلة الليالي» لايزيكيل فيناو سنة 1990، و«علاء الدين» لكارل ديفيس سنة 1990، «ليالي العرب» لكاميلوت سنة 1999، و«الحريم والليالي العربية» لسارة برايتمان سنة 2003، «1001 الليالي العربية» لفرقة Ch!pz سنة 2004، و«الصحراء» لنايتويش سنة 2007، و«شهرزاد» لآبني بارك سنة 2013.
بالإضافة إلى عدد من الأغاني التي قُدّمت، منها أغنية «ألف ليلة وليلة» لأم كلثوم سنة 1969.

### في الفنون التشكيلية

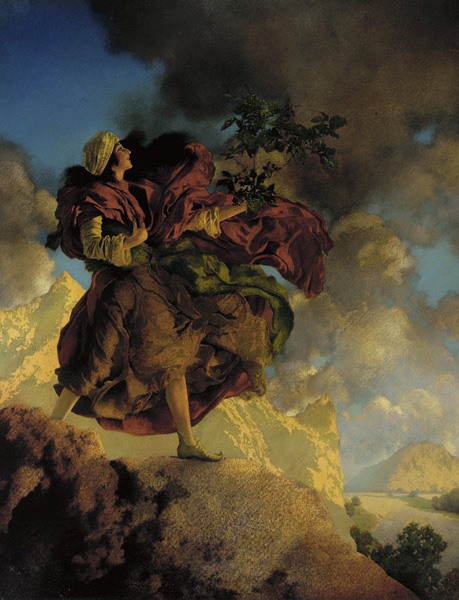
إحدى لوحات ماكسفيلد باريش.

بعد ترجمة كتاب «ألف ليلة وليلة» عن طريق جالان وما تلاها من ترجمات، كثرت الرسوم التزيينيّة أو التوضيحيّة التي رافقت معظم طبعات تلك الترجمات، وقد عكف على وضع تلك اللوحات رسامون ومصوّرون ونحاتون، لاحقاً انتقل تأثير «ألف ليلة وليلة» على النحت والخزف وغيرها من الفنون، عبر ظاهرة الاستشراق التي نشطت وزاد حراكها، عقب تعرف الأوروبيين على «الليالي».
برز العديد من الفنانين التشكيليين في تصوير حكايات ألف ليلة وليلة في أعمالهم، منهم ديلاكروا، بول كلي، كاند ينسكي، بيكاسو، ماتيس وغيرهم. تناول الفنانين في أعمالهم المساجد والحارات والفروسية والصحاري والطبيعة والإنسان العربي والمدن كالقدس ودمشق والقاهرة وبغداد وبيروت إضافة إلى تصوير القيان والحريم ومشاهد الطرب. سافر الفنان الفرنسي ديلاكروا إلى طنجة ومكناس بالمغرب وإلى وهران بالجزائر ليضفي تفاصيل البيئة العربية على لوحاته، ومن أبرز أعماله لوحة «نساء الجزائر» سنة 1834 من وحي ألف ليلة وليلة، بالإضافة إلى لوحة «الحرية تقود الشعب» التي رسمها سنة 1830، ولوحة «سلطان المغرب» سنة 1845.
كذلك استوحى عدد من الفنانين أعمالهم من «ألف ليلة وليلة»، ومنهم أوجست رينوار، وهنري ماتيس، وإنجر، ودي كامب، حيث رسموا الجواري والجميلات، كما استوحى فان دونجن لوحته «راقصة شرقية»، وشكّل إنج تيسييه لوحات فنية زيتية مستوحاة من شخصية شهرزاد، وهناك أيضًا اللوحة الشهيرة «الحمّام التركي» للفنان الفرنسي جان آنغر، وكذلك لوحة «الوصيفة الكبرى»، ولوحة «الوصيفة ذات السروال الأحمر» للفنان ماتيس.
كان الرسام الدنماركي كيي راسموس نيلسن ممن تأثر بشخصية شهرزاد، حيث خصّها بلوحة وهي تحكي حكاياتها للملك شهريار، كما رسم عشرين لوحة بألوان الجواش مستوحاة من «ألف ليلة وليلة» في الفترة ما بين 1918 – 1922م، ويتضح في لوحاته تأثره بالمنمنمات الفارسية. من أشهر اللوحات التي جسدت المرأة كذلك لوحة «بعد الشروق في مصر» للمستشرق ويليام هولمان هنت.
أما الرسام والنحات جان ليون جيروم فيعدّ أبرز المستشرقين الذين قدموا إلى الشرق في القرن التاسع عشر ومجموعة رسوماته تتناول أساطير تاريخية إغريقية وشرقية، وقد قام برحلة طويلة سنة 1868 إلى مصر وآسيا الصغرى، وزار في القاهرة الجوامع الأثرية وصور الكثير من العمارة الإسلامية، ولعل أشهر لوحاته المستلهمة من ألف ليلة لوحاته «سوق الرقيق»، و«حمّام الحريم»، و«امرأة شرقية»، ولوحته «الملك كاودوليس». كما تأثر الرسام الأمريكي روبرت سوين جيفورد بحكاية السندباد البحري عن حادثة كسر بعض التجار لبيضة الرخ الطائر الخرافي العملاق فعمل على لوحته «بيضة الرخ» سنة 1874، وهي بالألوان المائية على الورق ومعروضة في متحف فرانسورث للفن.
قام الرسام هنري جستس فورد برسم لوحته «التاجر والعفريت» سنة 1898 ضمن مجموعة تحتوي على لوحات أخرى توضح الحكايات وهي منفذة بأسلوب الحفر وهي مستلهمة من حكاية تحمل نفس الاسم في حكايات «ألف ليلة وليلة».
كما برع الفنان الأمريكي ماكسفيلد باريش في استخدام الألوان وخلق عوالم فانتازية، وفي توظيف اللون الأزرق الذي يميز لوحاته بظلاله المختلفة والمتدرجة من اللازوردي والنيلي والأزرق، وقد ظهرت رسوماته الإيضاحية في كثير من الروايات أشهرها «ألف ليلة وليلة» و«سندريلا».
كذلك الفنان السويسري التجريدي بول كلي الذي تمسك بأسلوب فردي تتفاعل فيه تأثيرات عدة وخاصة الفن العربي، وقد زار تونس والمغرب للتعرف عن كثب على الحضارة الإسلامية، وكشفت مذكراته عن مدى ارتباطه الوثيق بحضارة وسحر الشرق وقصص ألف ليلة، وفي سنة 1928 زار مصر وقام فيها ببعض الدراسات التي كتبها في مجلة (الباو هاوس) بعنوان «تجارب دقيقة في مجال الفن» حيث تحدث عن الضوء والألوان والأحياء القديمة وأثرها في أعماله، كما استفاد من الخط العربي وجمالياته ووظفه في إبداعاته، مثل لوحة «عالم هاربور» التي اعتبرت كأول محاولة أوروبية لتطويع الحرف العربي في الرسم الحديث، مما أثر في الفنان الإسباني خوان ميدو، ويوما يستد، وتوملان وغيرهم. كما استمرت الصور الشعبية المستلهمة من خلال كمية كبيرة من روايات الرحالة والأعمال الأدبية وقصص المغامرات عن النساء والأطفال في ألف ليلة وليلة.

#### التشكيل العربي
قدّم الفنان السوري سعد يكن ثلاثين لوحة مستوحاة في الأصل من حكايات «ألف ليلة وليلة»، وتمثل إعادة صياغة لقصص ألف ليلة وتختلف عن مفهوم الاستشراق، إذ لم يستخدم فيها زخرفة أو عناصر تفصيلية، وقد حاول تركيب صياغات جديدة للقصص المهمة من خلال اللوحات والنصوص التي كتبها عن ألف ليلة برؤية مختلفة عن الحدث المباشر للحكايات.
أما الفنان العراقي حسن عيد علوان فتقوم لوحاته المستوحاة من حكايات من ألف ليلة وليلة على الخيال، يستخدم في أعماله اللون الزيتي بشفافية فائقة بطريقة تشبه الألوان المائية، وهذه الألوان لا تغطي كامل المساحة، ويستلهم الفنّان الأجواء البغدادية في زمن الازدهار الحضاري بطريقة مختلفة عن أعمال الفنّانين الآخرين.
كما يعتمد الفنان فؤاد جهاد على الحكايات والأساطير في أعماله، والتكوين في لوحاته أكثر تفصيلاً وتعقيداً، ويستخدم إضافات زخرفية وتفاصيل تخدم جو اللوحة وهدفها في نقل المشاهد إلى أجواء الحضارات الإسلامية الوسيطة والطرز المعمارية السائدة آنذاك، كما يستخدم رقائق الذهب لتعزيز الشعور بالفخامة.
أما الفنان العراقي فاروق حسن فأعاد رسم بعض حكايات شهرزاد، كما برزت وداد الأورفلي بلوحاتها التي تروي قصة ألف ليلة وليلة. بالإضافة إلى عدد من التشكيليين منهم عبد العزيز يوسف، وإبراهيم الدسوقي، وعوض الشيمي، وحياة كنونة، وعدلي رزق الله الذي عمل على مشروع ضخم لرسم قصص ألف ليلة وليلة، وغيرهم من الفنانين.

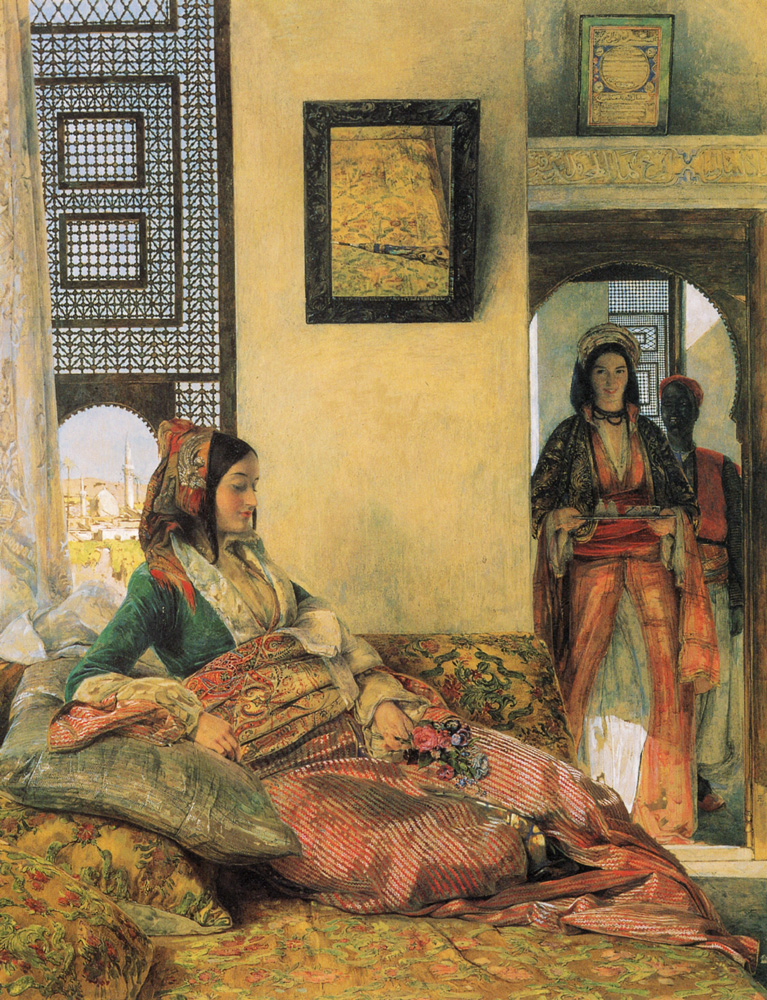
لوحة تصوّر «الحورية المتجنّسة»، بريشة المستشرق الإنجليزي جون فردريك لويس
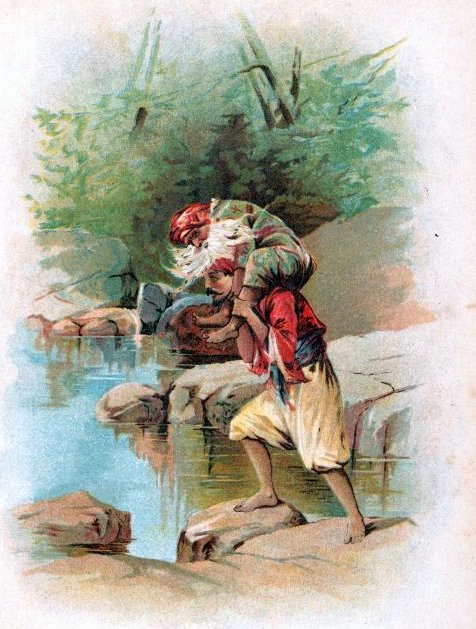
لوحة تصوّر السندباد وهو يحمل رجلًا عجوزًا، بريشة فرانسيس بروندج
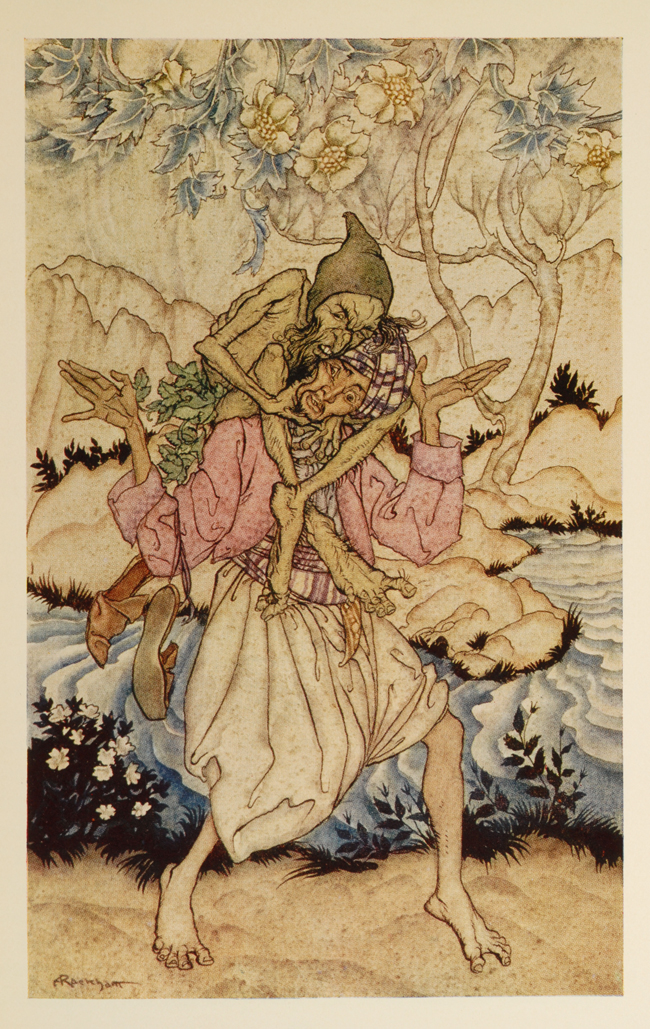
من حكاية "السندباد البحري"، رسمها الفنان الإنجليزي آرثر راكهام
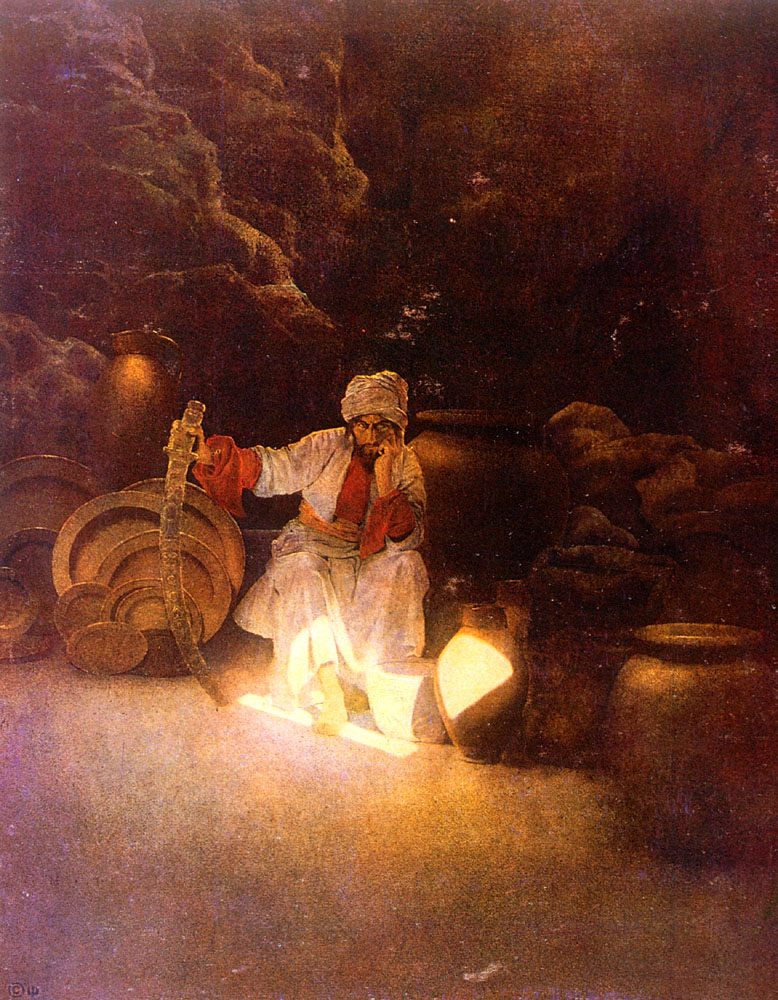
لوحة تصوّر علي بابا في كهف اللصوص، رسمها ماكسفيلد باريش سنة 1909

## وصلات خارجية
- ألف ليلة وليلة.
- بعض حكايات ألف ليلة وليلة على موقع الحكواتي.
- ألف ليلة وليلة بإصدارات قديمة مختلفة (بالإنجليزية).
- ألف ليلة وليلة، إصدار صوتي للنسخة الصادرة سنة 1923 في لندن (بالإنجليزية).